# Storia di Forlì

## Preistoria
Il territorio dove ora sorge l'attuale Forlì fu abitato sin dal Paleolitico, come dimostrano i numerosi ritrovamenti di Ca' Belvedere sul monte Poggiolo: qui sono stati ritrovati migliaia di reperti databili a 800 000 anni dal presente, una delle più antiche attestazioni della presenza del genere Homo in Europa.
 Il Paleolitico 
Grazie agli studi geologici, è possibile notare che le conoidi di deiezione dei fiumi Ronco, Montone e Rabbi formarono con il tempo l'accumulo di depositi alluvionali: una volta colmati, sorse un vasto territorio pianeggiante, sostanzialmente paludoso, che ha permesso l'insediamento delle prime popolazioni.
Le più antiche testimonianze umane sono molto disperse e frammentarie e non possono essere valutate singolarmente ma confrontate con altre informazioni che provengono dai territori circostanti. Fino agli anni settanta infatti si sosteneva che il territorio forlivese, nel corso del paleolitico, fosse disabitato. Le prime segnalazioni, che contraddicono tale ipotesi, provenienti dal sito di San Damiano, risalgono al 1953, ma vennero prese in considerazione solo 20 anni più tardi, quando vengono scoperti numerosi resti di insediamenti paleolitici e migliaia di manufatti litici.
- Il paleolitico inferiore

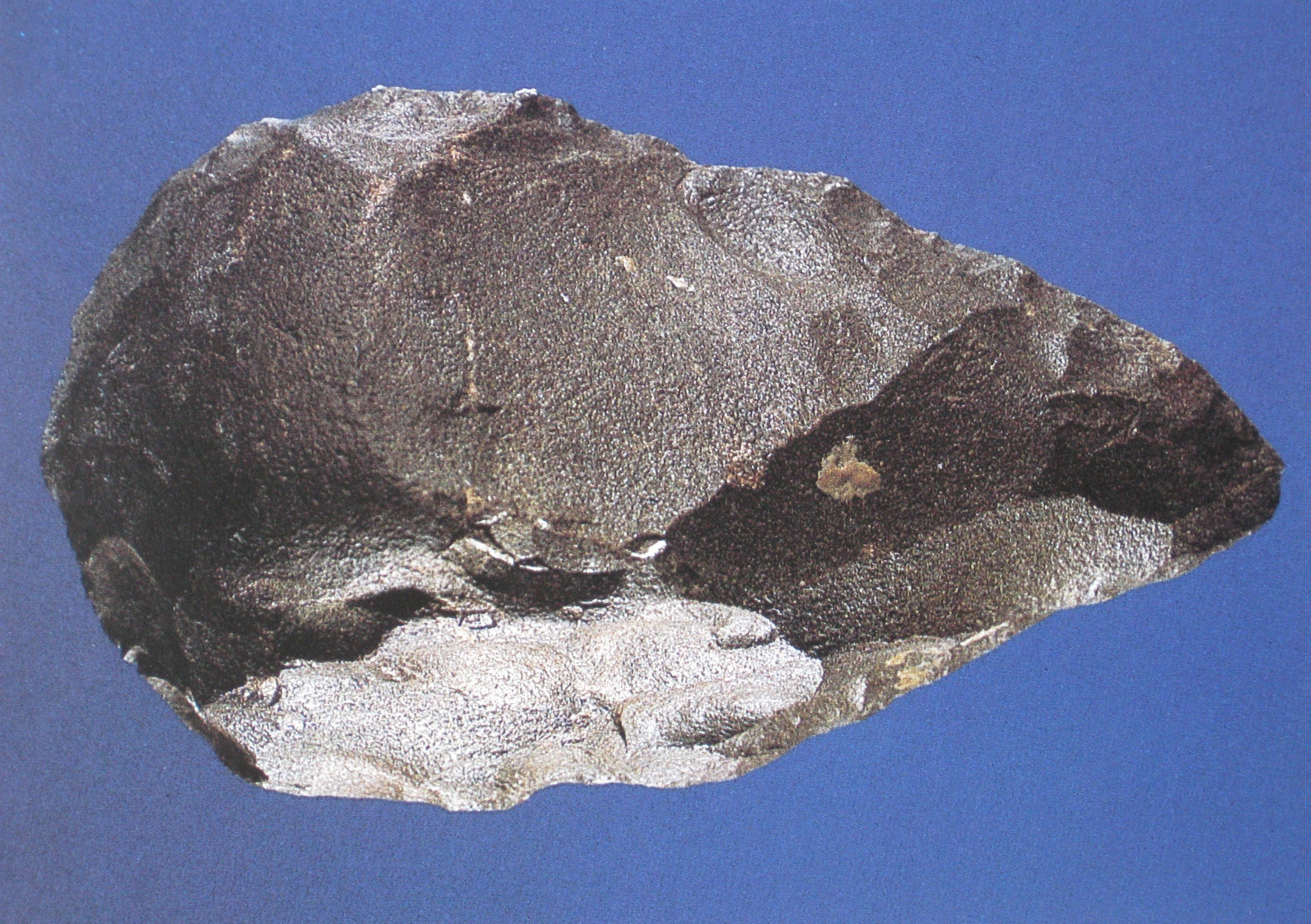
Bifacciale del paleolitico rinvenuta in territorio forlivese

Occorre aspettare le fasi terminali del paleolitico inferiore per poter rinvenire altre evidenze archeologiche nel territorio forlivese. A 150.000 anni fa, nella fase corrispondente alla fine della Glaciazione rissiana, risalgono invece reperti archeologici ritrovati in località Petrignone, Castiglione e Oriolo, consistenti in reperti litici, in selce o ftanite. Non si sa, poiché non sono stati ritrovati resti ossei, quali fossero gli uomini ad aver lasciato le pietre scheggiate ritrovate, se l'Homo erectus o l'Homo sapiens. È possibile invece ricostruire l'ambiente nel quale quegli uomini vissero: i rilievi, più dolci rispetto a quelli attuali, ospitavano una vegetazione composta in prevalenza da piante erbacee annuali, più radi, erano invece gli alberi. Presso il fiume Conca sono stati ritrovati resti di elefanti, rinoceronti, bisonti e megaceri i quali vivevano in un ambiente probabilmente più freddo di quello attuale. L'alto numero di insediamenti ritrovati, unitamente al ridotto numero di reperti litici presenti in ognuno di essi, fa presupporre che tali insediamenti non fossero stabili. Ciò fa perciò ipotizzare continui e rapidi spostamenti a causa di un ambiente rigido e dalle scarse risorse naturali.
- Il paleolitico medio

Il territorio forlivese non ha restituito reperti litici appartenenti a questo periodo, elemento in comune con buona parte delle aree dell'Emilia-Romagna. L'assenza di informazioni, più che alla mancanza della presenza umana nel territorio, è da attribuire invece a fenomeni di natura geologica e ambientale che non hanno permesso la loro conservazione o ne hanno mascherato la loro presenza
- Il paleolitico superiore

Per ora, un solo sito ha restituito reperti risalenti a questo periodo: il giacimento delle Fornaci di San Damiano. In argille stratificate sono stati rinvenuti grattatoi e strumenti a dorso.
 Il neolitico 
Importanti tracce umane sono databili al Neolitico. Scarse invece sono le testimonianze neolitiche ed eneolitiche. Risultano invece più abbondanti e significativi i resti lasciati da comunità umane databili all'età del bronzo e del ferro.
La vita di questi uomini rimase nomade fino ad un periodo compreso fra i 10.000 ed i 6.000 anni fa quando avvenne una vera e propria rivoluzione: con la riscoperta dell'agricoltura gli insediamenti diventarono stabili, dando origine a piccoli villaggi. Addomesticando ed allevando gli animali. Successivamente questo permise anche la riscoperta della lavorazione dei metalli e l'affinazione di tali tecniche lavorative.
A circa 5.000 anni fa (circa il 3000 a.C.) risalgono tracce della lavorazione del metallo e sempre nel III millennio a.C. si registra la presenza di genti portatrici della ceramica impressa. Tali popolazioni, provenienti dall'area abruzzese-marchigiana, erano a conoscenza di nuove tecniche, avevano imparato l'allevamento e l'agricoltura. Poche nel forlivese sono le presenze di queste popolazioni mentre, per quanto riguarda il neolitico medio e finale, si riscontrano numerosi reperti.

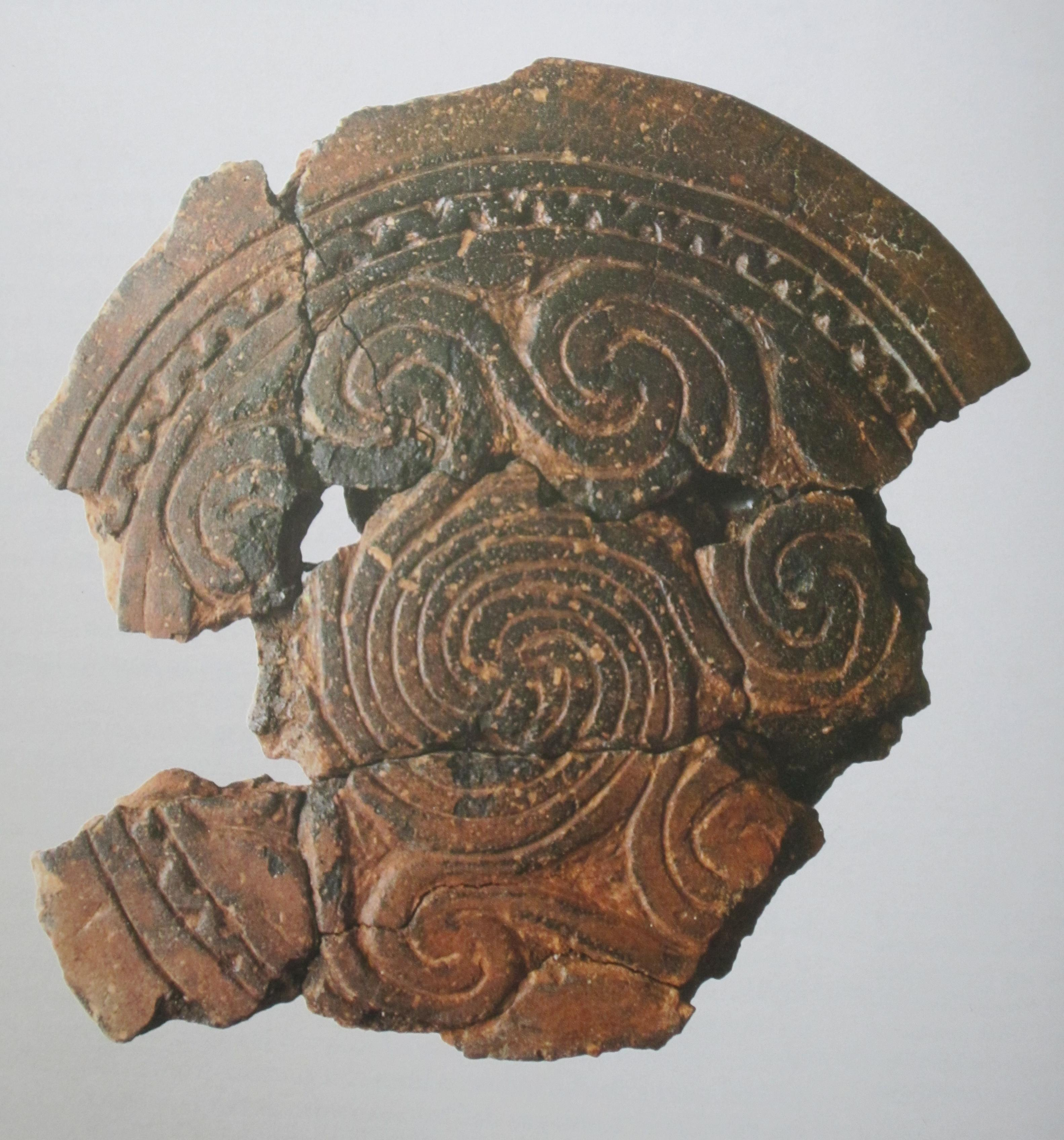
Coperchio decorato nello stile meandro-spirale

Durante questo periodo nella zona sorsero villaggi stabili, alcuni dei quali si trovavano nella fascia della bassa e media collina, lungo le valli che portano verso gli Appennini. Venivano così a delinearsi le prime vie di comunicazione che, congiungendo la pianura e le colline, saranno utilizzate ed ampliate successivamente dai Romani. Proprio grazie all'incrociarsi di tali piste di comunicazione, tracciate tra macchie e foreste, alcuni di questi villaggi assunsero sempre maggiore importanza, in particolare quelli che, sorgendo sulle rive dei fiumi, potevano assicurare anche un continuo approvvigionamento di acqua. Tali villaggi, sviluppatisi più di altri, diventarono centro di scambio per prodotti agricoli e manufatti artigianali. Nella zona di Vecchiazzano, esattamente in località Bertarina, sono state ritrovate importanti resti di culture medio-adriatiche, come resti di accampamento, rudimentali forme di fortificazioni e frammenti di ceramiche decorate. Qui, da scavi condotti a circa 2 metri di profondità, in un sito sopraelevato alla sinistra del fiume Rabbi, sono stati rinvenuti importanti reperti testimonianti la produzione di ceramiche e resti di pietra lavorata.
Durante il pieno neolitico è documentata la presenza nel forlivese di popolazioni che hanno abitato la zona durante il IV millennio a.C., testimoniata da frammenti di scodelle ed un coperchio decorato nello stile meandro-spirale. È questa una notevole scoperta, infatti tali tipo di cultura era stata documentata nell'Emilia occidentale, nella provincia di Modena, ma non ancora nella Romagna.
 L'era dei metalli 
Risalenti al 1700 - 1800 a.C. nel territorio forlivese vengono ritrovate le prime tracce dell'età del bronzo: a San Lorenzo in Noceto sono stati rinvenuti asce e pugnali in bronzo mentre, nel perimetro dell'attuale centro cittadino, sono stati ritrovati, nella zona dell'ex-fornace Gori ed in località Cappuccini, significativi resti della lavorazione del bronzo. A Coriano, frazione di Forlì, sono stati scoperte altre tracce dell'età del bronzo, come tre punte di freccia ed un pugnale con manico.
- L'Eneolitico

Alla seconda metà del III millennio si fa risalire l'inizio dell'età dei metalli. Le notizie relative all'età del rame nel forlivese sono praticamente frutto di rinvenimenti occasionali e fortuiti. tali rinvenimenti dimostrano come la popolazione umana fosse distribuita lungo le valli del Montone, del Rabbi e del Ronco. Sono stati rinvenuti ceramiche con superficie lavorata a squame, brocche e boccali nonché punte di lance e lame di coltelli e pugnali.
- L'Età del bronzo

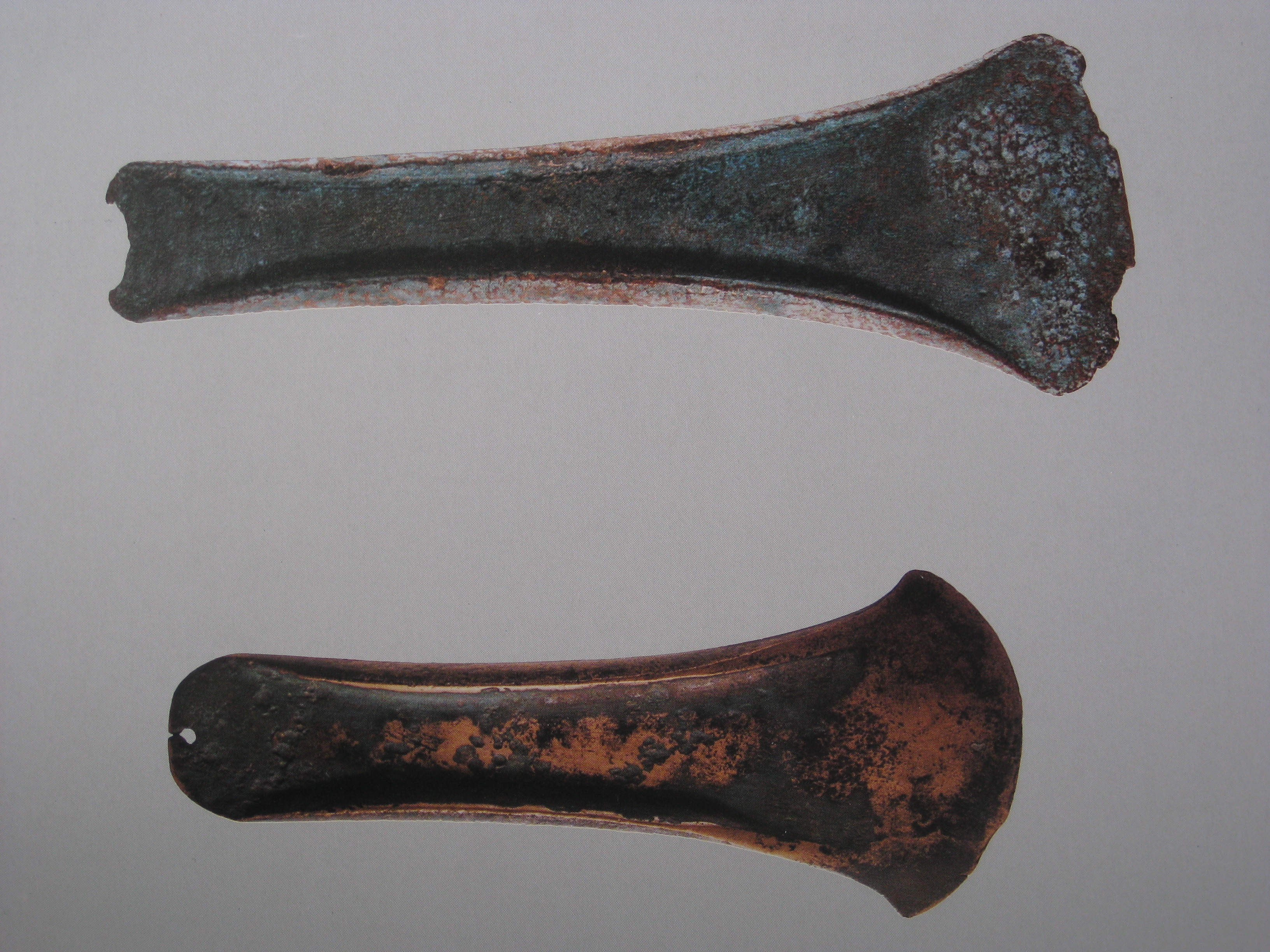
Asce in bronzo, rinvenute nella frazione di San Lorenzo in Noceto, risalenti al XVII secolo a.C.

L'età del bronzo si fa risalire al XIX secolo a.C. Forlì e la Romagna in generale si dimostrano abbastanza avare di reperti risalenti a tale periodo. Le maggiori attestazioni dell'attività umana sono i reperti rinvenuti a San Lorenzo in Noceto. Il sito, di rilevante importanza, noto fin dal 1678, era una sorta di ripostiglio di oggetti in bronzo ed era costituito da 41 asce in bronzo, ben 506 pugnali a lama triangolare, un'armilla a verga. Con il passare dei secoli quasi tutti i reperti andarono perduti. Ciò che si salva oggi, sono solo due asce e l'armilla, conservate al Museo Archeologico. Tali reperti indicano, nel forlivese, lo sviluppo di aree commerciali e dell'attività metallurgica.
Nel bronzo medio la Romagna è raggiunta dalla civiltà appenninica propria dell'Italia peninsulare. Tali popolazioni hanno probabilmente abitato i territori forlivesi, ma la carenza di ricerche non ha permesso di evidenziare significativi reperti che appartengano a questo periodo, e nemmeno al bronzo recente del XIII secolo a.C. Negli insediamenti noti, inoltre, a causa del profondo popolamento della zona durante il periodo del bronzo, sia medio che recente, i reperti si trovano mescolati tra loro, per cui risulta complicato suddividerli per epoca. Si è notato che, dai reperti ritrovati, le ceramiche nel bronzo medio, sono state decorate con bande meandro-spiraliche, ottenute tramite la tecnica dell'incisione o dell'intaglio.
Per quanto riguarda il bronzo recente, si rinvengono innovazioni nelle fogge vascolari: i vasi perdono le decorazioni a spirale e compaiono anse di varia foggia. Il più importante ritrovamento di tale periodo è localizzato nell'area denominata, ex fornace Gori e in località Cappuccinini: si tratta di un unico villaggio costituito da circa 30 capanne risalente al bronzo recente.

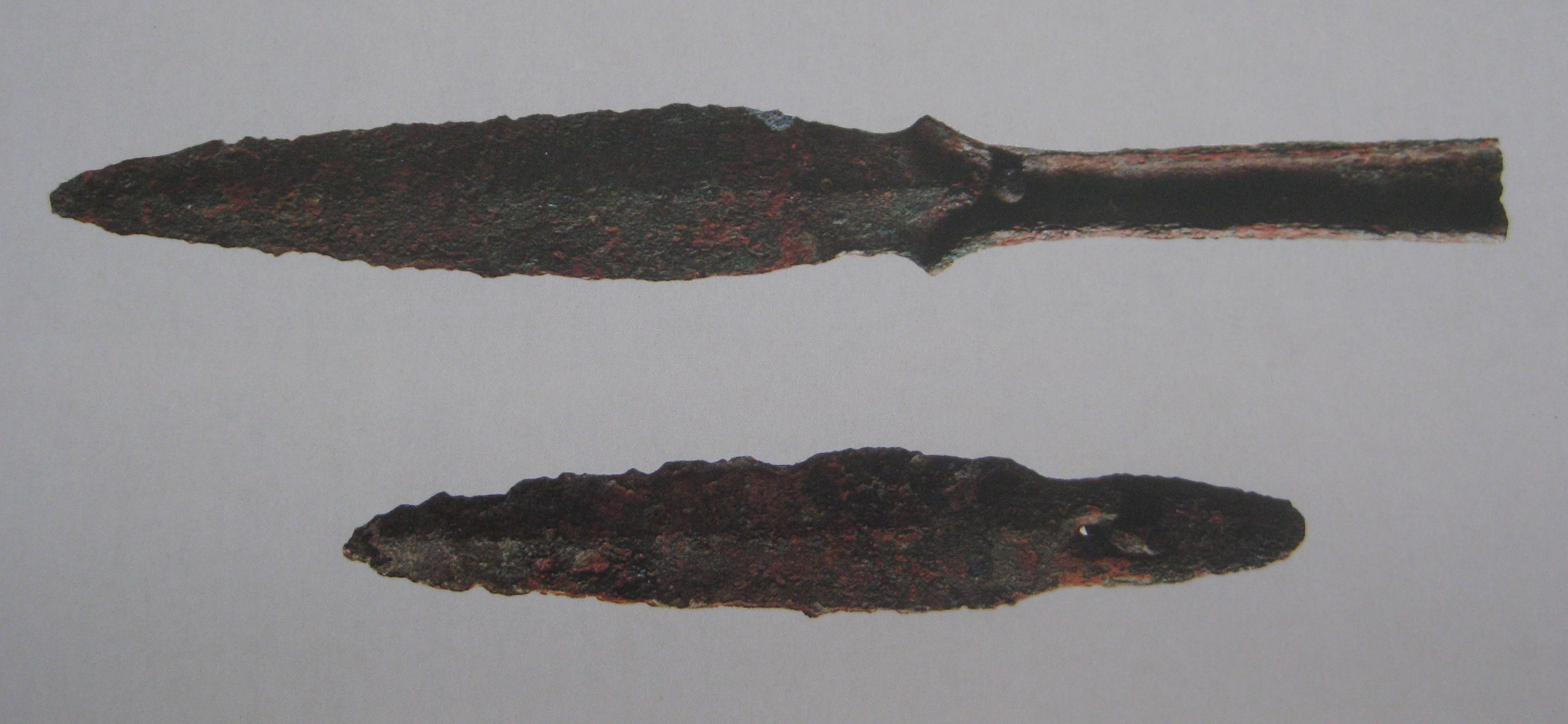
Pugnale e lama in bronzo, dagli scavi presso Vecchiazzano, XIII secolo a.C.

Molto rilevante fu invece lo scavo condotto da Antonio Santarelli nel sito della località Bertarina, presso Vecchiazzano. Di questo insediamento sono pervenuti resti di capanne, di focolari e di ceramiche, appartenenti sia al bronzo medio che, in quantità maggiore, al bronzo recente. I bronzi rinvenuti comprendono un pugnale e 4 spilloni (aghi crinali).
Molto meno noto, ma pur sempre rilevante, è il sito di Villanova, individuato sempre da Santarelli nel 1891. Poiché il sito era a soli 40 centimetri dal piano di calpestio, i lavori agricoli avevano distrutto buona parte del sito, mescolando per di più, i reperti appartenenti a diverse epoche.
- L'Età del ferro

Per i primi due secoli dell'età del ferro, il territorio forlivese fornisce scarsissime attestazioni di attività umana. Tale situazione è comune a buona parte della Romagna, e ciò è spiegabile a causa del deterioramento climatico che, verificatosi a partire dal 900 a.C., deve aver compromesso gravemente l'abitabilità del territorio. Sebbene ritrovamenti interessanti come un pendaglio, una fibula ed un'ascia, possano indicare che il territorio non si spopolò completamente: bisogna attendere la fine del VII secolo a.C. per rinvenire più numerosi reperti, di notevole importanza sono, la stele di San Verano ed il corredo funebre di Carpena.

## L'antichità
Nel 600 a.C. è possibile attestare la presenza di popoli Umbro-Etruschi, a cui si dovettero aggiungere, attorno al V secolo a.C., anche popolazioni celtiche, come i galli Senoni. La cultura di queste popolazioni andò mescolandosi, mentre con il passare del tempo, l'influenza etrusca andava diminuendo. Fu l'arrivo dei Romani, la conseguente progettazione della via Emilia, e la centuriazione della pianura, ad imprimere nuovo impulso all'area del forlivese

### Tra Etruschi, Umbri e Celti

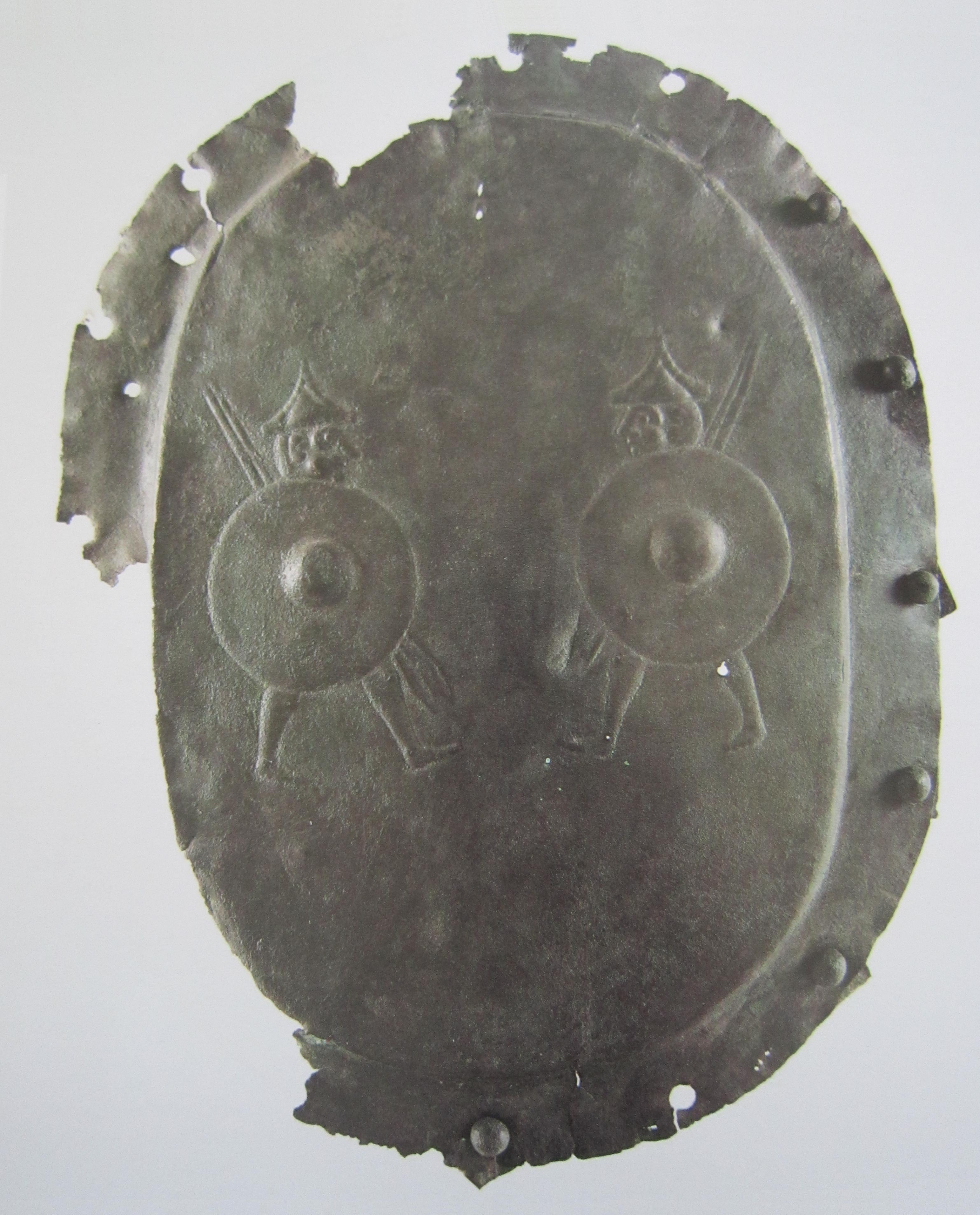
Kardiophylax rinvenuta presso Carpena

La geografia antropologica di questo periodo risulta abbastanza confusa, tanto da non poter affermare con sicurezza quali fossero le popolazioni che abitarono il forlivese tra il VII ed il VI secolo a.C. Vengono infatti attestati rinvenimenti archeologici che di volta in volta attestano la presenza in particolare di genti Etrusche ed Umbre, ma anche di Celti. I dati archeologici riferiscono di una espansione verso nord di genti centro-italiche, in partic seolare Umbri ed in misura minore i Piceni, a cui si deve aggiungere una pesante influenza etrusca che condizionerà i commerci, l'arte e la produzione artigianale.
Di questo periodo, a cavallo tra VII e VI secolo, è un importante rinvenimento presso l'attuale frazione di Carpena, costituito da un corredo funebre fra i cui oggetti spicca un pettorale Kardiophylax, importante testimonianza della fusione culturale tra Umbri ed Etruschi.
La città è poi sorta su un antico insediamento commerciale, chiamato dagli Etruschi, "Ficline", sito sulla linea di confine che separava il territorio controllato dai Lingoni da quello dei Senoni.
Con il trascorre del tempo l'influenza etrusca, a causa del declino etrusco, si fece sempre più flebile, mentre nel territorio si andavano sempre più radicando le popolazioni di stirpe celtica, così profondamente radicate che, anche dopo secoli di dominio romano, la loro presenza fu così profonda da influenzare la genesi del dialetto locale, classificato come galloromanzo.

### La fondazione

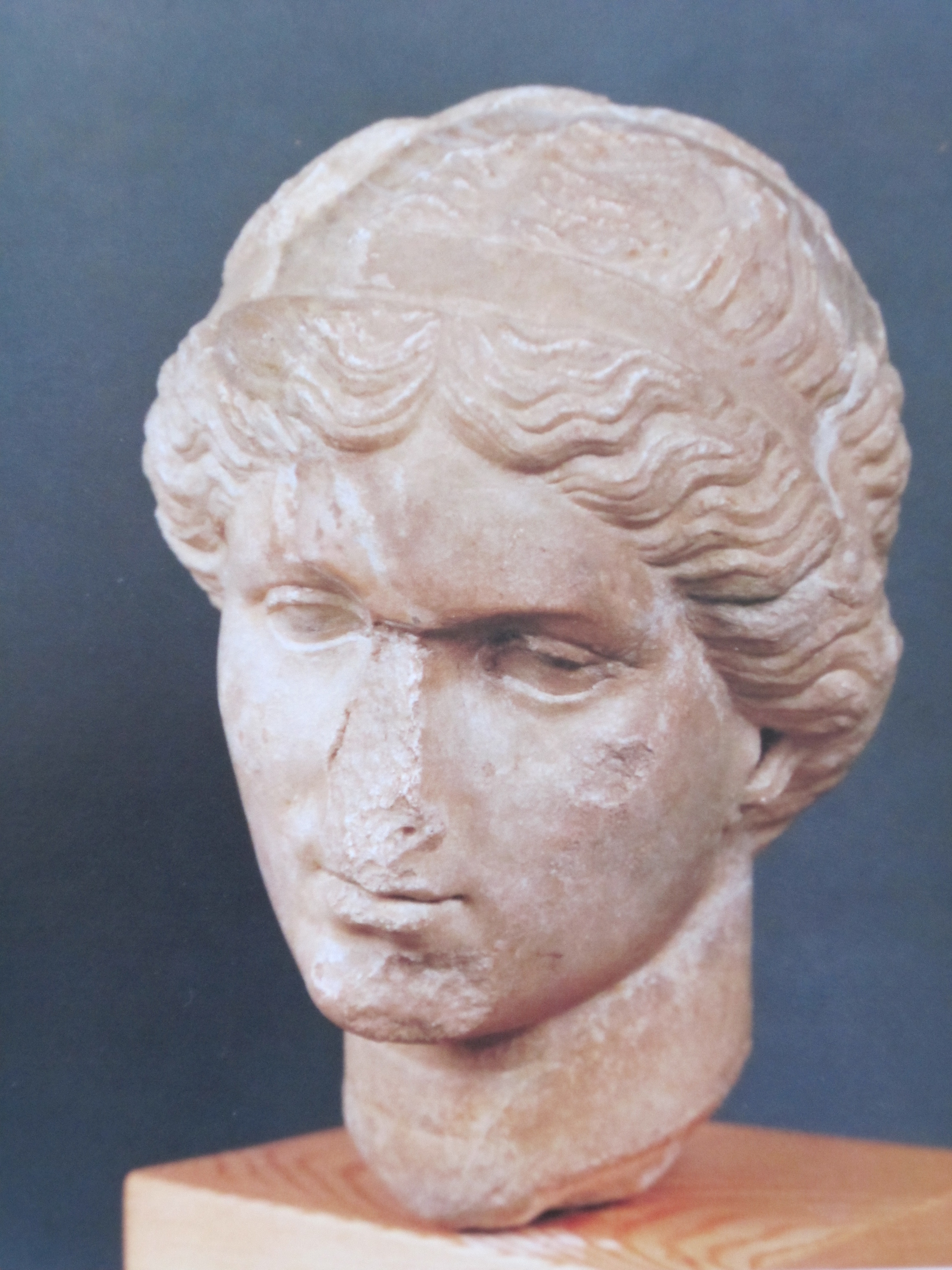
La Venere di Schiavonia, dal nome del rione cittadino presso la quale fu rinvenuta. È il reperto più prezioso di età romana rinvenuto in città

È probabile che già prima dell'arrivo dei romani esistesse un nucleo abitativo sviluppato, o quanto meno un insieme di villaggi vicini lungo le sponde dei fiumi.
Tra il 208 a.C. e il 188 a.C., poi, i romani costruirono nella zona un castrum, abitato da soldati che controllavano sia il territorio che le genti circostanti.
La centuriazione del territorio e la sua cessione a coloni e soldati veterani, la costruzione di una cinta difensiva più efficiente e la definizione di aree dedicate al commercio (forum) all'altezza dell'attuale piazza Melozzo, delinearono i caratteri dell'antica Forlì.
La data di fondazione è individuata nel 188 a.C.. La tradizione vuole che il nome Forum Livii derivi dal nome del fondatore Gaio Livio Salinatore. Pare però difficile immaginarlo, dal momento che l'abitudine di nominare le città in onore del fondatore diverrà usanza solo a partire da I secolo a.C.
Uno scavo condotto in via Curte, tra il 2003 ed il 2004, ha messo in luce importanti resti di epoca romana: si tratta di una sequenza abitativa databile dall'età repubblicana all'età tardo antica. Il che ha permesso di comprendere come poteva svolgersi la vita quotidiana dell'antica Forum Livii.
Un importante pagus risalente agli anni in cui era imperatore Costanzo II venne rinvenuto nei pressi della località Pieveacquedotto, servita dall'Acquedotto Traiano.

#### Forumliviensi importanti
Dall'esame delle fonti epigrafiche provenienti dal territorio forlivese, sono emersi 104 personaggi, di cui 34 gentilizi, vissuti in un arco temporale compreso tra il I secolo a.C. ed il II. secolo d.C. Tra i più importanti possono essere menzionati:
- Caius Baebius: di rango equestre, ricopri la massima magistratura municipale in Forum Livi: fu quattuorvir iure dicundo. Non era originario di Forum Livi, ma proveniva dall'Umbria ed apparteneva alla tribù Crustumina. Giunse a Forum Livi dopo essere stato tribunus militum della XX Legio ed in seguito praefectus orae maritimae Hispaniae Citerioris durante la guerra tra Ottaviano e Antonio.
- Caius Purtius: cittadino forumliviense di notevoli capacità commerciali, ricoprì la carica di quattorvir quinquennalis. Apparteneva al ceto equestre ed era stato primipilus, praefectus fabrum e praefectum equitum.p
- Rubia Tertullia e il padre di lei, Rubius: fra le più antiche iscrizioni e la più antica abitante forumliviense di cui si conosca il nome in tutto il territorio forlivese; l'epigrafe, databile al 200 a.C. ci informa che si trasferì a Mevaniola in seguito al matrimonio con Refanus Macrinus. Il padre, Rubius, era di rango equestre. Rubia morì a soli 20 anni, 4 mesi e 4 giorni.
- Caio Castricio Calvo, detto l'Agricola, ha lasciato un testo di precetti morali per i coltivatori, testo contenuto in un'iscrizione ritrovata a Forlì, la sua città natale, dove si era ritirato dopo il congedo militare.
- Gaio Cornelio Gallo, 69 a.C. – 26 a.C., fu un poeta e politico romano. Appartenente all'ordine equestre, di fede ottavianea, fu primo prefetto di Alessandria d'Egitto

## Il periodo dell'evangelizzazione
La figura di San mercuriale, tra storia e tradizione
La figura di San Mercuriale è avvolta nel mistero. Trattandosi di un periodo nel quale le fonti storiche dirette sono estremamente rare, è possibile ricostruire le vicende cittadine e del Santo solo utilizzando le fonti indirette di cronisti medioevali e basandosi sulle tradizioni orali.
Secondo questa multiforme tradizione, il cristianesimo sarebbe stato introdotto a Forlì da un primo San Mercuriale, attorno al 130. Un secondo ne sarebbe vissuto alla metà del IV secolo e a lui si riferiscono i dati relativi alla Vita sancti Mercurialis secondo la quale, dopo essere giunto a Forlì dalla nativa Albania, avrebbe partecipato al concilio di Rimini del 359, avrebbe imprigionato il drago gettandolo nel pozzo ed avrebbe avuto come collaboratori il diacono Grato ed il suddiacono Marcello.
Un terzo Mercuriale nel 410 avrebbe liberato 2000 forlivesi fatti prigionieri da Alarico tradotti in Spagna.
Un altro Mercuriale cominciò il proprio ministero episcopale nel 422 e dopo essere stato vescovo per 27 anni, sarebbe morto nel 449 o 450 e sarebbe stato sepolto nella pieve di Santo Stefano, da lui fatta edificare, e che da lui poi avrebbe preso il nome di San Mercuriale
Tra il III e IV secolo d.C. prende avvio un periodo di evangelizzazione sia del territorio che della città di Forlì. Sebbene non siano molte le certezze storiche circa il primo periodo cristiano, secondo la tradizione, il primo vescovo della città fu San Mercuriale, la cui presenza, nel 359, è attestata, insieme a quella di San Ruffillo al Concilio di Rimini, dove avrebbe difeso la dottrina tradizionale dalla eresia ariana.
La piccola comunità cristiana, è ipotizzabile, passò indenne il periodo delle grandi persecuzioni. La tradizione infatti non riporta il nome di alcun martire, e, fino al IV secolo la comunità riuscì a sopravvivere senza eccessivi problemi fino a quando, con l'editto di Costantino, fu facile, se non addirittura conveniente, dichiararsi e convertirsi al cristianesimo.
Al tempo di Valentiniano II, la Chiesa di Forlì, insieme alle altre diocesi vicine, è suffraganea di Ravenna e controlla la piccola comunità. In questo modo anche il piccolo municipio forlivese, all'ombra della potenza ravennate, veniva ad acquistare maggior rilievo. Quando nel 430 il vescovo ravennate San Pier Crisologo riuscì ad ottenere i diritti metropoliti per la propria sede, anche il vescovo forlivese riuscì ad acquistare maggior peso nella comunità cristiana.
Oltre a San Mercuriale, che, tra storia e leggenda, durante i secoli verrà riconosciuto come il vero patrono della città, un altro santo è importante nella storia antica di Forlì: San Valeriano. Valeriano, soldato dell'impero che aveva combattuto contro le truppe di Genserico, ritornato a Forlì dalle campagne militari, viene ricordato come uno dei più importanti difensori della fede tradizionale contro l'eresia di Ario. Nel 460 venne decapitato, insieme ad altri 80 compagni nelle campagne che circondano Forlì e che da lui prenderanno il suo nome: San Varano, piccola frazione che tuttora esiste a pochi chilometri dalla città.

## Medioevo

### Dalla caduta dell'Impero romano alla vigilia della prima crociata
Caduto l'Impero Romano d'Occidente, dopo il breve dominio di Odoacre re degli Eruli, Forlì fece parte del regno degli Ostrogoti. Delle numerose invasioni subite dall'Italia, in quel periodo prevalse Teodorico che impose, nel 490, Ravenna come capitale del regno dei Goti. Forlì seguirà le vicende del regno fondato da Teodorico, fino al passaggio sotto il dominio di Bisanzio, costituendo una pentapoli insieme a Ravenna, Forlimpopoli, Classe e Cesarea. Forlì rimase bizantina fino ai tempi dell'invasione longobarda, quando Euticio, l'ultimo esarca, venne spodestato da Astolfo, re dei Longobardi. Nel 751 Stefano II invoca l'intervento dei Franchi guidati da Pipino, che, a protezione dello Stato della chiesa, donerà quei territori al papato. Da quel momento sembra nascere il termine Ròmania, da cui Romagna, in contrapposizione a Longobardia.
Con l'arrivo in Italia dei Franchi, alleati del Papa nella lotta contro i Longobardi, gran parte dello Stivale viene governato con il sistema di potere più diffuso nell'Europa di quel tempo, diffusosi più tardi perché i suoi territori erano governati dalla Chiesa. Sebbene soggetta al potere temporale del Papa, nelle terre dell'esarcato, a cui Forlì apparteneva, il potere era esercitato soprattutto dall'arcivescovo di Ravenna, il quale cercava di affermare la propria supremazia, indipendentemente dall'autorità papale. Gli arcivescovi dell'Esarcato divisero il territorio in feudi, poi assegnati a conti o a vescovi-conti.
Il territorio di Forlì venne diviso in due: il possedimento del monastero di San Mercuriale, ed il possedimento della sede vescovile di Santa Croce. Il territorio che si veniva così a delineare non era molto vasto, stretto com'era tra Faenza, Forlimpopoli e la più lontana ma influente Ravenna.
La mancanza di centri del potere civile, quali feudatari liberi dal controllo temporale della chiesa, aumentò l'influenza della Chiesa stessa, sia in campo civile che amministrativo. Il territorio forlivese venne diviso in piccole unità alle quali corrispondeva una pieve. Qui la popolazione, oltre che partecipare alle funzioni religiose, versava anche le decime che in parte andavano al vescovo di Forlì. Le principali pievi, che con il tempo venivano ad affermarsi nel territorio forlivese furono due: Santa Croce, la cattedrale della città, e San Mercuriale.
Nell'incerto panorama dei bui secoli dell'alto medioevo, compaiono personaggi di cui poco le rare cronache pervenuteci ci parlano, ma che lasceranno traccia nelle epoche successive. Si ha la traccia di un Lor de Laffia capitano di origine germanica, arruolato da Berengario nell'889 per riconquistare a Bologna, guelfa, alcune città, tra cui Cesena. Fu in questo periodo che iniziarono a delinearsi le divisioni fra guelfi e ghibellini, e, da questo periodo in avanti, Forlì si dichiarerà sempre ghibellina, e spesso in conflitto con le città vicine. Si sa con certezza che in questo stesso anno, l'889, Lor de Laffia è governatore delle armi in una Forlì che, secondo le fonti, inizierà a reggersi a libero comune. Nel 910, Lor de Laffia tentò di impadronirsi della città, ma, cacciato da un popolo che ambiva a mantenere l'indipendenza della libera repubblica, fu costretto a riparare, prima a Ravenna, e poi a Venezia. Nella città lagunare, sembra che una ramo della famiglia discendente da Lor de Laffia mutò il nome in Faledro o Falerio, da cui discesero alcuni dogi. Nel nome di uno di questi, Ordelafo Faliero sembra poter rintracciare la discendenza dell'antico capitano di Forlì.
Di questo periodo le informazioni sono incerte e frammentarie. Tra il IX e X secolo, con il raggiungimento dell'indipendenza della città, questa poté rafforzare il proprio potere politico ed economico: Forlì riuscì a strappare a Ravenna il controllo sulla Via del Sale, in direzione di Cervia. Forlì pagava foderi annuali all'imperatore.
Agli albori dell'anno 1000 gli Ordelaffi rientrano a Forlì dove riescono a reimpossessarsi dei loro antichi averi. Si ha traccia di un Ordelaffi, Scarpetta Ordelaffi, che, nel 1044 diviene capitano del popolo e pacificatore di una Forlì dove si stanno acuendo i contrasti fra le principali famiglie nobili per il governo della città.

### La prima crociata
Nel 1096 Urbano II affiderà alle armi di Goffredo di Buglione il compito di liberare il Sacro Sepolcro dando inizio alla prima crociata. Alle città che invieranno uomini il pontefice concederà il privilegio di fregiare le insegne comunali della croce bianca in campo rosso e agli uomini impegnati verrà concessa la remissione dei peccati. Alla crociata, secondo le cronache, partecipano oltre 20 cavalieri forlivesi, tra cui alcuni Ordelaffi, Orgogliosi, Brandolini e Calboli, le principali e più antiche famiglie che in futuro più volte si scontreranno per il controllo della città. Da un rogito di un notaio, Guido da Imola, databile all'anno 1100, il cui incipit recita "Armigeri forolivienses ad bellum sacrum", si conoscono anche i nomi di alcuni di questi giovani inviati a liberare la Terra santa: per gli Ordelaffi si hanno Alorio e Faledro. Due sono i Calboli: Raniero e Fulcieri, mentre tre sono gli Orgogliosi: Superbo, Argerio e Azzo. Il Bonoli così riporta i nomi dell'atto: Alorius Faledrus. Benciversus Corbellus. Aletus Berardus. Superbus Orgoliosus. Didus Brocconius. Berengarius Matius. Argerius Orgoliosus. Mazzonius Alegrettus. Rinaldus Arxendus. Ugonus Marinellus. Ranierus Calbulus. Fulcherius Calbulus. Faledrus Ordelaffus. Carolus Ottorenghus. Tiberius Brandolinus. Azzius Orgoliosus. Timidus Nasparius. Rumagna Surdius. Rusticerius Pelizzarus. Manuzzus Gottus. Nerus Capuccius. Laetus Turpinus.. Aggiunge poi: "Oltre i suddetti, parteciparono a quell'impresa altri forlivesi militanti o sotto le bandiere d'altri principi, o come venturieri; e tra gli altri vengono nominati Sigismondo Brandolini e Federico Teodoli".
La crociata termina nel 1099, ed il popolo, alla notizia della conquista di Gerusalemme, scese per le strade a manifestare la gioia dell'avvenuta conquista e liberazione della Città Santa. 
In città si accendono fuochi per manifestare la gioia della fine della guerra. Uno di questi fuochi, non più sotto controllo, finirà per incenerire il tetto della chiesa di San Giovanni.
La morte del vecchio papa porta però altre gioie: viene eletto al soglio pontificio Rainero, originario di Santa Sofia (nel forlivese), con il nome di Pasquale II, in passato, monaco nell'Abbazia di San Mercuriale.

### Il primo periodo comunale

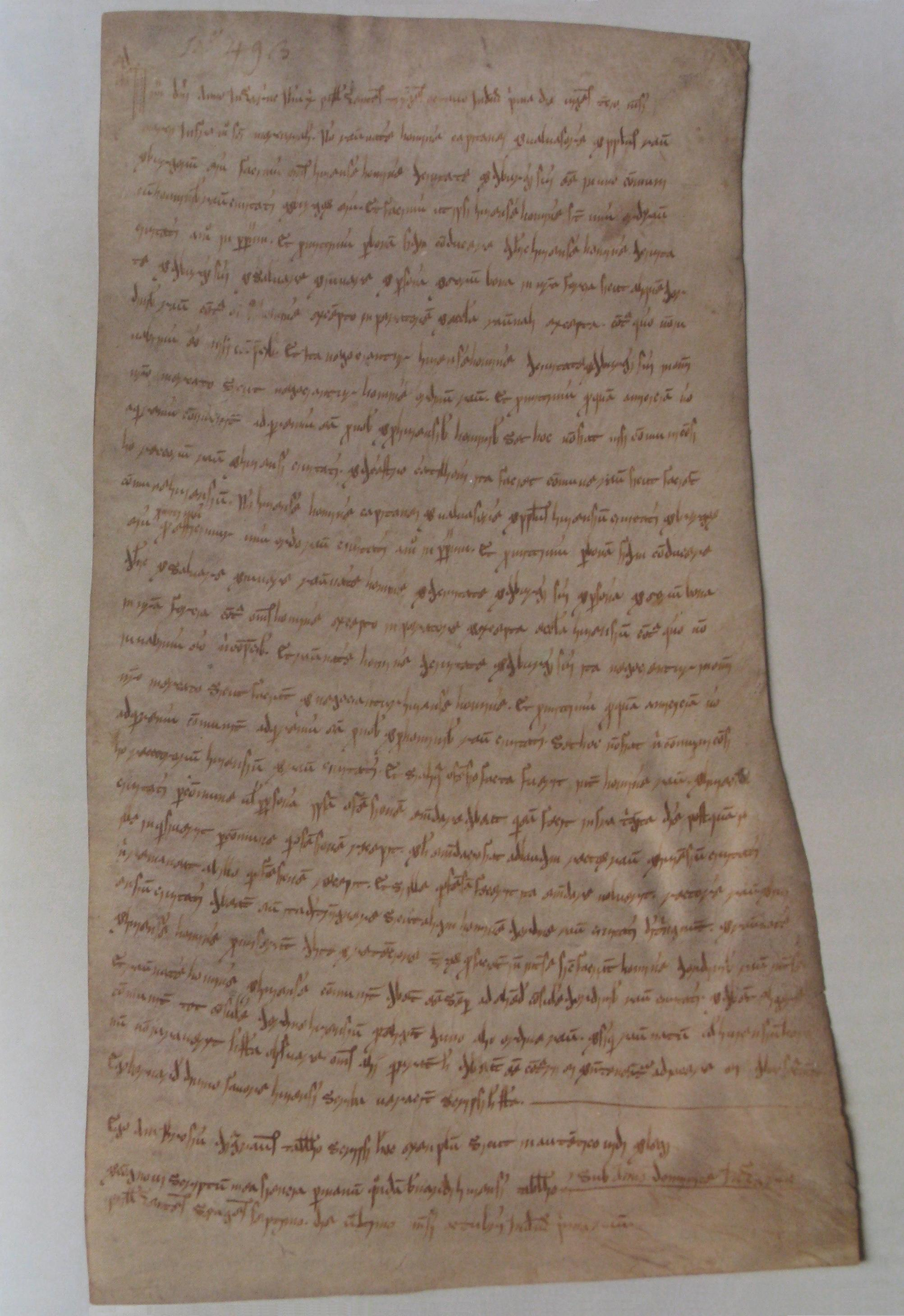
Patto giurato tra Forlivesi e Ravennati nel 1138, in una copia eseguita dal notaio Ambrogio nel 1167

Si conosce poco del periodo durante il quale nascono e vengono a rafforzarsi il comune e le strutture comunali. Secondo la tradizione Forlì si erge a libero comune nell'anno 889. E molto frammentarie sono le poche notizie che riguardano la Forlì dei secoli successivi, tanto che, per poter ricostruire la storia della città fu necessario integrare le poche notizie pervenuteci e le informazioni tramandate con l'andamento storico delle città vicine.
La fase evolutiva dei liberi comuni di solito si è articolata in tre distinte fasi:
- Fase consolare: durante tale fase il governo della città era affidato ad uno o più consoli che gestivano il comune, lo rappresentavano, guidavano le guerre e le battaglie, stipulavano trattati di pace e commerciali ed esercitavano la giustizia.
- Fase podestarile: il comune era guidato da un podestà, di solito straniero, per poter guidare in maniera imparziale il governo della città e non essere coinvolto e quindi non partecipare alle dispute sorte fra le più importanti famiglie rivali. In carica per un anno, era retribuito per il proprio lavoro.
- Fase popolare: il governo della città era guidato da 3 organi principali: il Capitano del popolo, il Consiglio delle arti ed il Consiglio del Popolo.

Da alcuni documenti si può desumere che probabilmente a Forlì si sono susseguite 3 forme evolutive di governo. Per esempio, nel 1138 la città era autonoma e si gestiva a libero comune, anche se legata da patti economici e militari alla più potente città di Ravenna. Le leggi di Ravenna probabilmente furono estese anche a Forlì, anche se è ipotizzabile che la città, ben presto, si sia dotata di proprie leggi.
Da un altro documento del 1138, si sa che a Forlì governano dei Consoli, sebbene non se ne conosca né il numero né il nome.
Il primo elenco di consoli forlivesi si desume da un documento del 15 ottobre 1182, dal quale si apprende che, se non tutti, almeno una grande numero di consoli appartenevano al ceto dei liberi coltivatori o dei proprietari terrieri, probabilmente collegati o vincolati in qualche modo all'abbazia di San Mercuriale.
Sebbene il potere della città fosse retto dai consoli, probabilmente le ingerenze del potere ecclesiastico dovevano essere notevoli, per cui il potere civico, più volte, doveva essere subordinato a quello del vescovo. In molti documenti, sebbene frammentari, risulta evidente questa sorta di ingerenza della chiesa negli affari cittadini, spiegabile anche con il fatto che le istituzioni cittadine dovevano essere ancora piuttosto fragili e poco autorevoli. Un potere, quello civico, probabilmente solo formale, soprattutto nel periodo tra il 1160 ed il 1190, quando si registra come vescovo, per ben 30 anni, un certo Alessandro.
Fra le cariche pubbliche, significativa è quella del massaio, il gestore delle finanze del Comune. La sua attività era regolata dagli statuti, e la sua gestione era strettamente controllata. Al termine del mandato, il massaro veniva sottoposto a rendiconto. Il massaro è anche uno dei due detentori della chiave della cassa contenente i privilegi del Comune, di norma custodita in un convento. La cassa è dotata di doppia serratura: oltre a quella del massaro, quindi, per l'apertura occorre anche una seconda chiave, custodita di solito dal padre guardiano del convento stesso. L'apertura, poi, è consentita solo alla presenza dei rappresentanti del Consiglio generale del Comune.
Per Forlì, la fine del XII secolo segna l'inizio di un notevole potere e prestigio.
Nel 1160 si registra una vittoriosa e quasi leggendaria incursione nel territorio bolognese. Bologna, più ricca e potente di Forlì, sta tentando l'apertura di una nuova via che conduca al mare senza dover passare attraverso la rivale forlivese. L'apertura di una nuova via stradale in direzione di Cervia sarebbe per Bologna un diretto approvvigionamento di beni dal mare, mentre per Forlì segnerebbe la perdita di importanti introiti provenienti dal pagamento di imposte. Il governo di Forlì decide perciò un'incursione nel bolognese per arrestare l'apertura della nuova via. Sebbene l'impresa possa sembrare quasi impossibile, la vittoria è conquistata da Forlì mentre risulta quasi umiliante la rotta di Bologna presso Toscanella.
Dal 1160, per quasi 20 anni, si registrano continue scaramucce tra Forlì e la vicina Faenza. In particolare, nel 1167 è da ricordare la battaglia per la difesa di Castel Leone, l'odierna Castiglione, frazione di Forlì, isolata fortificazione forlivese in territorio completamente faentino. Ad aiutare i forlivesi sarà decisivo l'intervento di Barbarossa.
Nel 1171, importante è la scaramuccia di Ponte San Procolo, oggi Ponte del Castello, presso Castel Bolognese. Bologna viene ancora sconfitta, ed inizia un periodo di prestigio del comune forlivese.

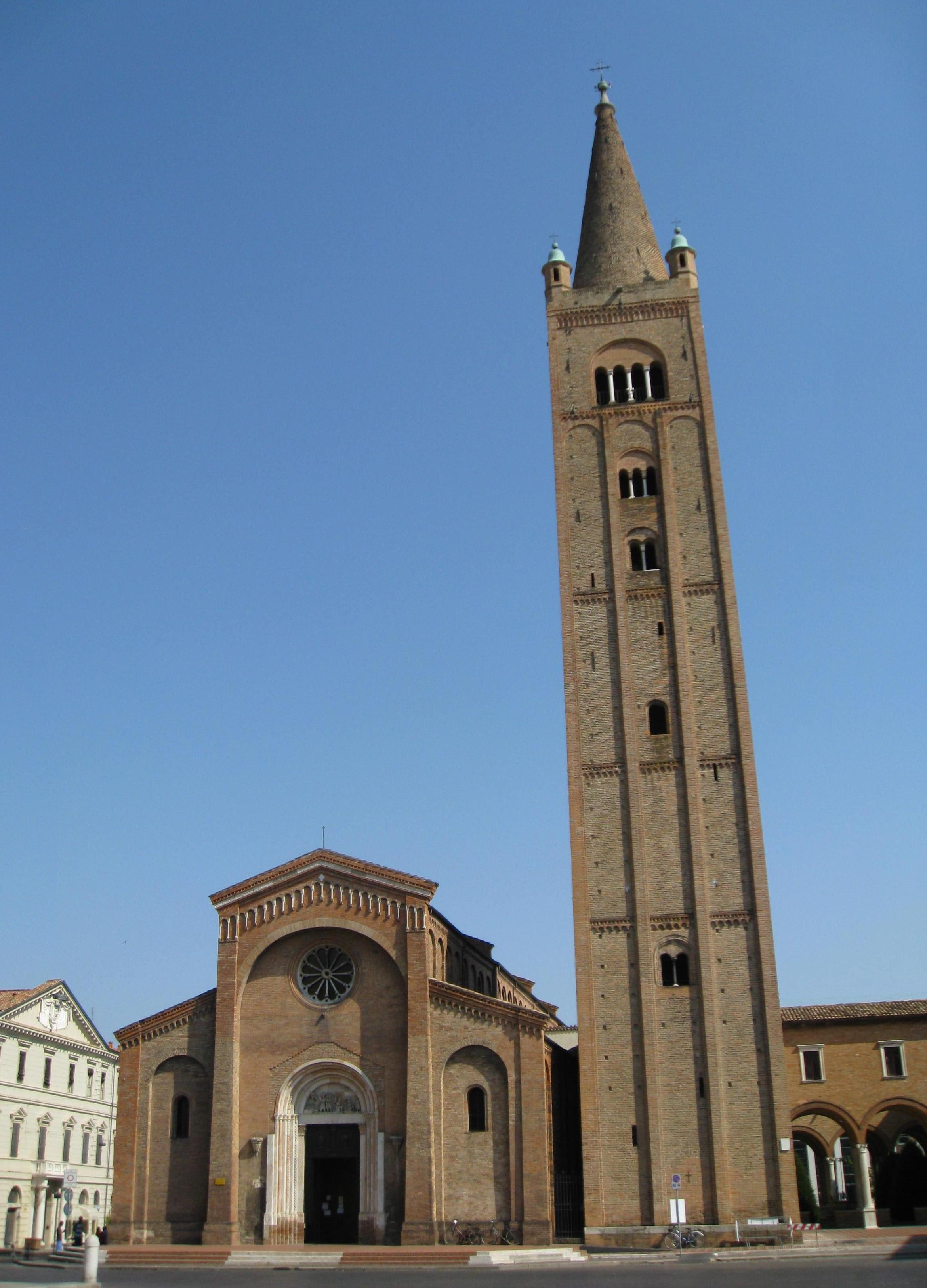
Chiesa e campanile di San Mercuriale. I quasi 75 metri del campanile sono un chiaro simbolo del potere della città, ed in particolare dell'autorità religiosa

Nel 1173 un furioso incendio danneggia buona parte della città. Sia la parte della città dentro le mura, sia le zone esterne vengono distrutte. Anche l'abbazia viene danneggiata. Se ne decide infatti la demolizione e la completa ricostruzione del complesso di San Mercuriale, tra il 1178 ed il 1180. La nuova chiesa, ma soprattutto la poderosa mole del campanile, vuole essere un segno chiaro: la città è forte e vuole dimostrarlo. Il campanile, alto 72 metri, lo si vede svettare a chilometri di distanza nella piatta pianura. È un simbolo chiaro che la città vuole lanciare alle numerose avversarie che la circondano. E nel contempo è un chiaro segnale della chiesa locale: il potere ecclesiastico svetta sulla città.
Con l'avvento della morte del vescovo Alessandro, che per circa 30 anni aveva condizionato la crescita e lo sviluppo del potere civico, le cose per la città di Forlì cominciano gradualmente a cambiare. Nel 1194 appare la prima attestazione del potere podestarile: un certo Raniero Bocabadocca, che, forestiero, si erge ad arbitro delle vicende cittadine. Poco più tardi, in linea con lo sviluppo civico riscontrabile nelle altre città, si registra la presenza di un Capitano del popolo che affianca e coadiuva l'attività del podestà. Il primo console di cui abbia traccia è nel 1198, un certo Robertus Romanus, che in quell'anno viene ucciso nella piazza del comune a seguito di un tumulto popolare. Sempre nel 1198 papa Innocenzo III, eletto in quell'anno, ritiene sia giunto il momento di ripristinare l'ordine in Romagna. Il Capitano Carsidonio al comando delle truppe pontificie riesce a vincere la resistenza forlivese. Ma la spedizione papale avrà scarsa importanza e nel volgere di un breve periodo, le cronache parlano di nuovo di una Forlì libero comune.
Negli anni successivi si trovano tracce di un consiglio di saggi, chiamato Consiglio dei 40 anziani, probabile espressione sia della classe artigiana che della più ricca classe mercantile.
Sul finire del XII secolo o nei primissimi anni del Duecento, Forlì riesce a togliere Cervia all'influenza ravennate. Il monopolio del sale, prodotto dalle antiche saline di Cervia, è ora completamente in mano a Forlì che ne può gestire in autonomia il commercio. L'aumento del potere e delle condizioni economiche consente l'espansione dell'abitato oltre la ristretta cinta muraria dell'Alto Medioevo e permette di inglobare nuove porzioni della città e l'edificazione di nuove mura.
Nello stesso torno di tempo, i forlivesi occupano il castello di Castrocaro (dal 1189 al 1213).

### Il tardo periodo comunale: gli scontri fra guelfi e ghibellini
Il XIII secolo segna per Forlì la definitiva uscita dall'anonimato dei secoli oscuri a causa della scarsità di fonti: la città si espande, aumenta il proprio potere e, sebbene sia un periodo tormentato da lotte intestine tra le principali famiglie cittadine, riesce a diventare una protagonista, non solo locale, della storia d'Italia.
La pressoché costante vocazione ghibellina di Forlì, la renderà fulcro di aspre guerre e battaglie tra l'impero e la Chiesa. Rimanendo sempre ghibellina, tranne nel periodo durante il quale sarà direttamente soggetta alla Chiesa, Forlì si troverà spesso in conflitto con le vicine città che, una alla volta, ma inesorabilmente, passeranno per il partito guelfo, lasciando Forlì isolata, in un territorio completamente guelfo. L'espansione demografica ed economica che aveva caratterizzato Forlì dalla seconda metà del 1100 condurrà anche al naturale aumento dell'influenza sui territori circostanti: questo si tradurrà inevitabilmente con lo scontro con le città vicine, rivali o potenziali alleati.
Nel 1202 Faenza, non potendo più tollerare un'enclave ghibellina, Castel Leone, oggi Castiglione, nel proprio territorio di influenza, decide l'attacco alla roccaforte forlivese: Castel Leone, espugnata, verrà rasa al suolo.
Negli anni successivi, e per molto tempo ancora, si registrano continue battaglie per il controllo di Cervia. Sebbene Ravenna, come Forlì, sia in questa parte del Duecento alleata ghibellina, il controllo sulle saline è troppo importante per rinunciarvi in nome dell'amicizia ghibellina. Sebbene sempre alleate contro i guelfi, le scaramucce per il controllo sul sale sono sempre vive fra le due città.
Nel 1220, quasi a vendetta della distruzione di Castel Leone, Forlì decide un'incursione in territorio faentino. Da una parte questa azione ha lo scopo di intimorire gli avversari e diminuirne la potenza aggressiva; dall'altra ha soprattutto lo scopo di rendere più sicuri i confini in direzione di Faenza. Nello stesso anno, Forlì attacca e distrugge i castelli di Còsina e Corleto, oggigiorno due frazioni del faentino, che minacciavano, causa la vicinanza a Forlì, la sicurezza del comune.
Nel 1222, un frate francescano proveniente dall'eremo di Montepaolo, tiene a Forlì la sua prima predica pubblica. Ottiene un tale successo, che l'Ordine lo nomina predicatore, iniziando ad inviarlo in Italia e Francia. Allora era noto come Antonio da Forlì, oggi è più conosciuto come Antonio da Padova.
Nel 1230 viene registrata in città una lunga sosta dell'imperatore Federico II di Svevia.

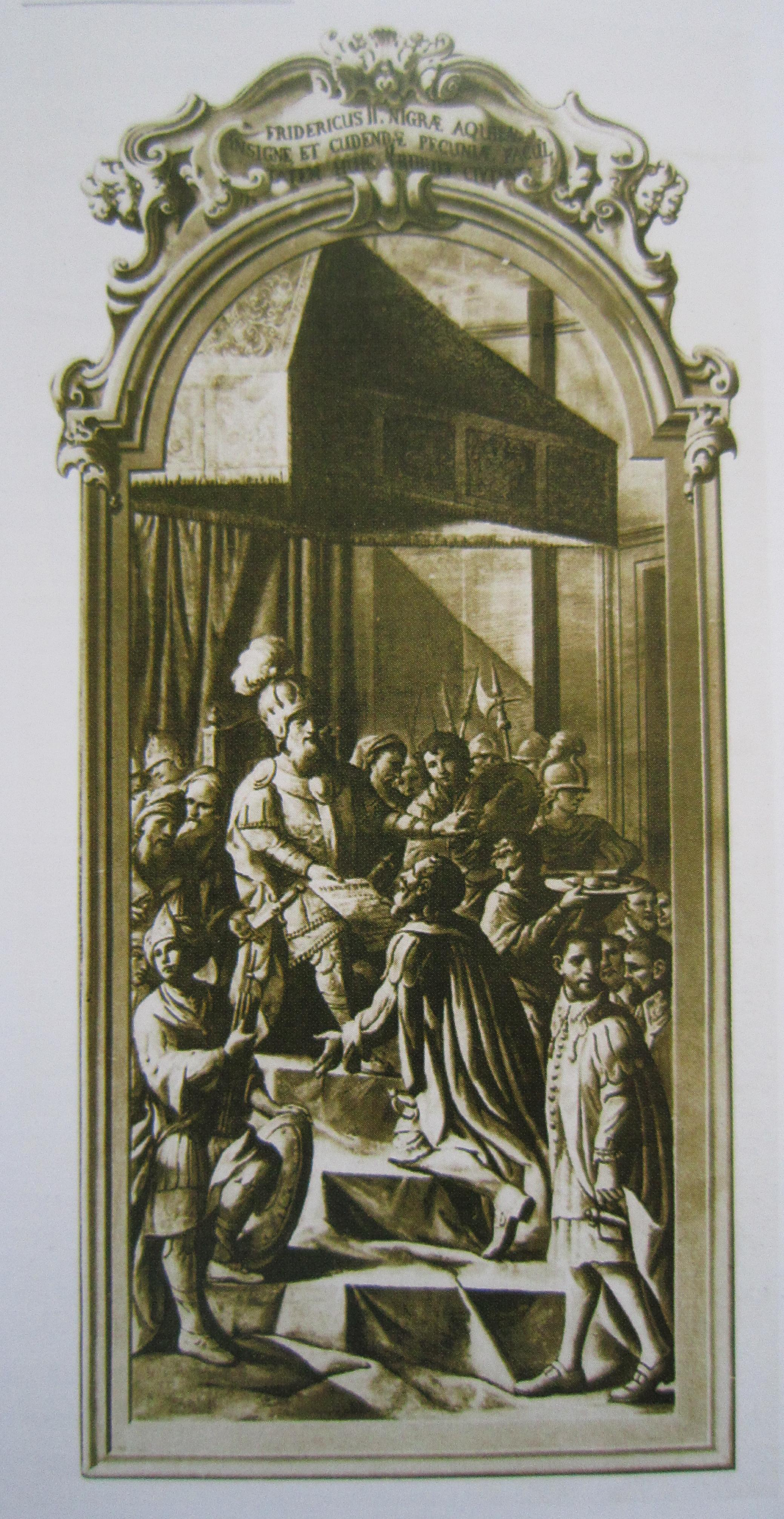
Federico II privilegia il vessillo di Forlì dell'aquila imperiale nera, affresco risalente a metà Settecento di Giuseppe Marchetti

Di periodo imprecisato è invece l'alleanza di Forlì con Rimini, che causerà non poche frizioni con Ravenna, che mal sopportava per Rimini, altra città di mare in crescita economica, un'alleata importante come Forlì. Le frizioni hanno termine nel 1234 quando nasce una Lega Ghibellina. Le continue lotte tra impero e papato causano in Italia, nei primi due decenni del Duecento, il rafforzamento dell'identità comunale. Il guelfismo romagnolo, sostenuto da Bologna, ha i suoi centri in Faenza e Cesena. A questo si vuole contrapporre la parte ghibellina, che si articolerà nella Lega ghibellina che unisce Forlì, Ravenna, Rimini e Bertinoro. La Lega però avrà vita breve e difficile. Tenere unite città che, sebbene tutte ghibelline, aspirano a medesimi interessi territoriali ed economici è estremamente difficile. Nel 1236 i forlivesi, non aiutati da Ravenna, vengono sconfitti in battaglia da Cesena e poco tempo dopo Ravenna, non aiutata da Forlì, viene sconfitta da Faenza. Nello stesso anno 1236, a seguito di tali eventi, ha fine l'accordo tra i confederati imperiali. Forlì, ben presto, rimarrà l'unica alleata dell'impero in tutta la Romagna.
Tra le figure che emergono in questo periodo, devono essere ricordati il podestà Teobaldo Ordelaffi ed il capitano del popolo, Superbo Orgogliosi, esponenti di due fra le famiglie più importanti della città. Nell'estate del 1241 Teobaldo interviene in maniera decisiva a sostegno delle truppe imperiali, impegnate nell'assedio di Faenza. Nell'agosto del 1241, la città guelfa si arrende. Secondo la tradizione Federico II, riconoscente per l'aiuto elargisce a Forlì privilegi inusuali, come un'ampia autonomia comunale, compreso il diritto di battere moneta e di fregiarsi delle insegne sveve nello stemma comunale (l'aquila d'oro) e di nominare magistrati, senza chiedergli di volta in volta formale autorizzazione. La città accoglie festosamente la visita dell'imperatore. La famiglia Ordelaffi tiene per circa due secoli la signoria di Forlì. Va notato che le benemerenze acquisite consentono ai forlivesi di intercedere, presso Federico, a favore dei faentini, convincendolo a risparmiare la città di Faenza, che egli intendeva invece distruggere.
Nel 1244 la Repubblica di Venezia avvia una politica di espansione verso il territorio romagnolo. Il progetto della Serenissima è quello di strappare il controllo dei commerci marittimi a Forlì. Le truppe di Venezia si inoltrano nel forlivese, assediando la stessa Forlì. I veneziani sono subito messi in fuga dalla reazione degli assediati. La sola città di Cervia, con le sue preziose saline, rimarrà ancora sotto controllo veneziano, anche se per pochi anni.
La rotta subìta a Parma da Federico II nel 1248, segna il progressivo indebolimento del potere imperiale, rendendo estremamente critica la situazione per la Forlì ghibellina. Ciò permette al papa Innocenzo IV, nel maggio 1248, di inviare il proprio legato, Ottaviano degli Ubaldini, a cingere d'assedio la città, che si vede così costretta, non più protetta dal potente alleato, ad arrendersi al potere pontificio. Forlì, avvinta dal potere papale, diventa ufficialmente città guelfa, sebbene le spinte delle fazioni ghibelline rimarranno sempre presenti. Del 1249 è la battaglia di Fossalta; nel 1250 Federico II muore, lasciando Forlì unica città spiritualmente filo-imperiale della Romagna. La guelfa Bologna, grazie al nuovo clima politico, diventa in pochi anni la città egemone della Romagna. Anche Forlì cade sotto il suo dominio. Il comune felsineo nomina uomini bolognesi alle cariche di podestà e capitano del popolo.
Il controllo bolognese della città viene meno nel 1273. I ghibellini forlivesi, in guerra con Bologna, trovano un mediatore in Edoardo I d'Inghilterra, di passaggio sulla via del ritorno dalle Crociate per essere incoronato re d'Inghilterra. La mediazione finisce per condurre ad un accordo con i Lambertazzi, Famiglia ghibellina di Bologna. Forlì ritorna ad essere ufficialmente ghibellina. Nel 1275, dopo un tentativo, fallito, di Bologna di riconquistare la città, i ghibellini forlivesi, sotto il comando di Guido da Montefeltro, di Maghinardo Pagani e di Teodorico Ordelaffi, attaccano a loro volta la città felsinea. Gli avversari verranno sconfitti presso il ponte di San Procolo, dove la via Emilia supera il fiume Senio. La rotta dei bolognesi fu tale che persero anche il carroccio, portato in trionfo in città: Forlì era diventata di fatto, in Romagna, la capitale dei ghibellini.

### Forlì ghibellina, spina nel fianco della Chiesa
Il passaggio dal libero comune alla signoria fu piuttosto tormentato: emersero, fra gli altri, i tentativi di Simone Mastaguerra, Maghinardo Pagani e Uguccione della Faggiuola, ma il successo nel dominio cittadino arrise alla dinastia della famiglia Ordelaffi, che resse, sia pure con qualche interruzione, la città dalla fine del XIII fino all'inizio del XVI.
Al contrario di altre grandi famiglie forlivesi, come i Calboli, tradizionalmente guelfi, e gli Orgogliosi, dapprima ghibellini poi passati ai guelfi, gli Ordelaffi coltivarono quasi costantemente simpatie ghibelline, causando vari dispiaceri al governo pontificio: fu notato che la città si comportò verso i Papi come Milano verso gli Imperatori. I Papi reagirono a volte con la carota, ad esempio offrendo agli Ordelaffi il titolo di vicario apostolico, ed a volte col bastone, non sempre con successo.
Infatti, nel giro di poco più di vent'anni, il destino fece sì che la Casa di Svevia cadesse in disgrazia. Il più solerte e fedele luogotenente che gli Imperatori avessero in Italia, Guido da Montefeltro, venne costretto a riparare a Forlì, ultima roccaforte del Ghibellinismo, dove fu pregato di assumere la carica di Capitano del Popolo. In questa veste condusse ripetutamente il suo esercito di vittoria in vittoria: fra le più sfolgoranti, devono essere ricordate, il 15 giugno 1275, contro i Bolognesi al Ponte di San Procolo tra Faenza e Imola e il 14 novembre 1276 a Civitella, contro una coalizione guelfa alla quale s'erano aggiunti anche i Fiorentini.

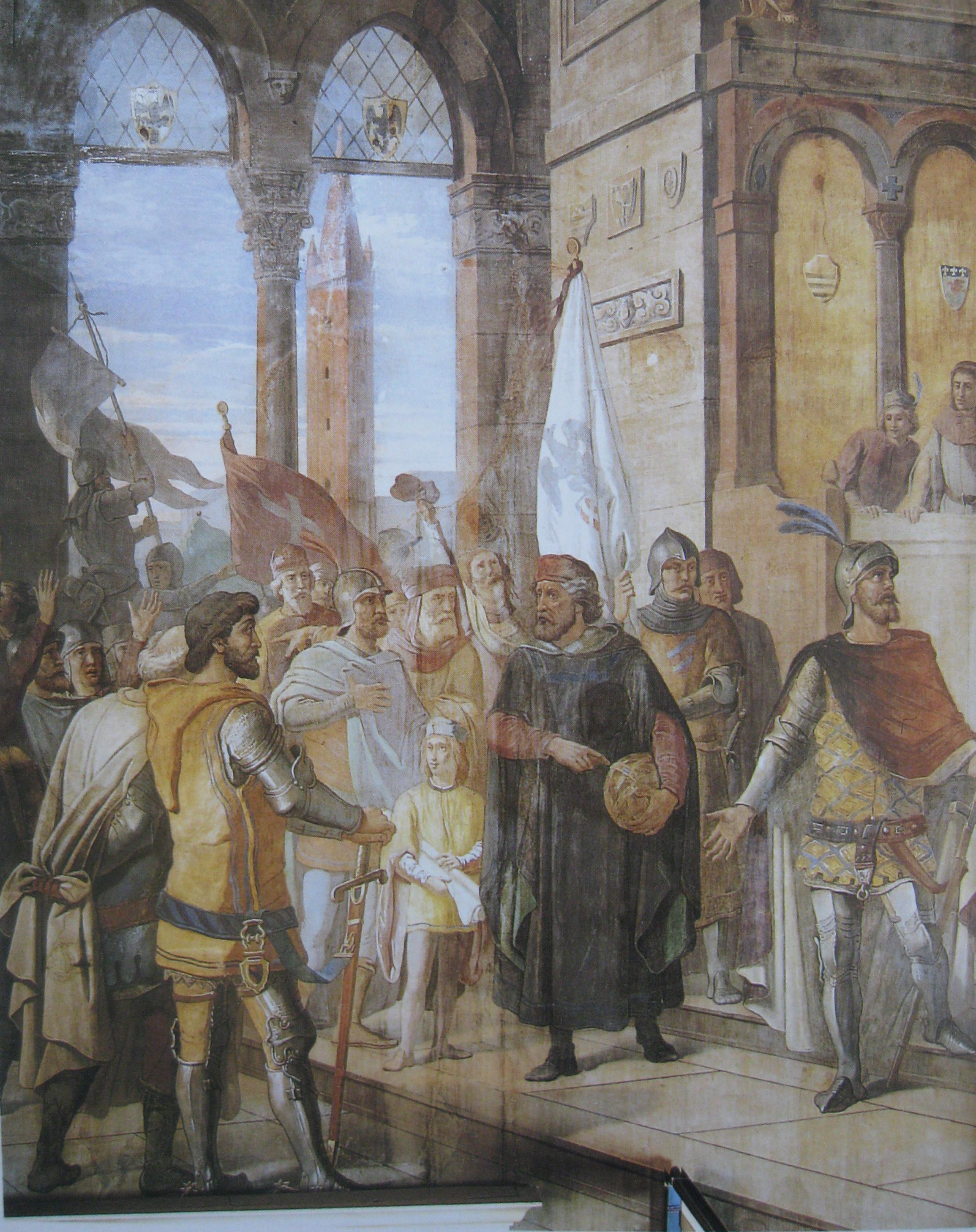
Affresco di Pompeo Randi del 1870, presso la sala del Consiglio dell'ex palazzo della Provincia di Forlì. Guido da Montefeltro riceve dal Consiglio degli anziani di Forlì l'ordine di combattere contro l'esercito di papa Martino IV

Nel 1281, Papa Martino IV, francese, incaricò Giovanni d'Appia, uno dei migliori uomini d'arme della sua terra, di formare un esercito per riconquistare le città romagnole. Dopo aver preso facilmente Faenza, Giovanni si diresse verso Forlì e cinse d'assedio la città. Furono i prodromi della battaglia più ardua che la città ricordi. Lo scontro, annoverato negli annali cittadini come la battaglia di Forlì nel Calendimaggio 1282, ebbe un esito insperato ed è riportata come l'impresa più sensazionale che la storia cittadina possa ricordare. L'assedio si protrasse fino al 1282. I ghibellini, capitanati da Guido di Montefeltro, riuscirono a rompere l'assedio e a sconfiggere Giovanni d'Appia sotto le mura della città (1º maggio 1282). L'episodio stesso è ricordato da Dante Alighieri: "la terra che fé già la lunga prova e di Franceschi sanguinoso mucchio" (Inferno XXVI, 43-44).
In quella circostanza, oltre al valore, rifulse anche la sagacia tattica del nobile condottiero montefeltrano che riportò, contro l'esercito papale, la sua impresa più sensazionale. Lo smacco per il pontefice transalpino fu talmente cocente, che l'anno dopo sostituì il capitano sconfitto, Giovanni d'Appia, con Guido di Monforte. Da parte loro, i ghibellini, sebbene vittoriosi contro un esercito numericamente e militarmente più forte, uscirono grandemente provati dall'impresa. L'anno seguente, il 13 settembre 1283, Guido di Monforte conquistò la città, senza che vi fosse battaglia alcuna, ma minacciando terribili ritorsioni nei confronti della popolazione, oramai esausta e stremata. Il Senato forlivese si vide costretto ad accettare la resa senza condizioni. Guido da Montefeltro, che invece avrebbe voluto opporsi, sentendosi tradito, abbandonava la città coi suoi fedeli.

### L'inizio della fine: tramonta l'istituzione comunale
Il tributo che la città dovette pagare era pesante: l'espulsione di tutti i ghibellini, l'atterramento totale della mura cittadine, delle torri nobiliari, il riempimento dei fossati difensivi e l'imposizione di un tributo annuo di mille ducati alla Camera apostolica. Lo storico Flavio Biondo scriverà che il papa ridusse Forlì da città a villa, cioè centro privo di fortificazioni. L'intento della Chiesa era chiaro: da una parte assecondare lo spirito indipendentista della città, dall'altra fare in modo che tale impulso fosse imbrigliato in modo da non essere pericoloso per il Papato e fare in modo che la città fosse asservita al volere papale. A tal proposito le cronache riportano: "Che el populo forloueso abba gouerno populari, priori, consoli e consiglieri, come piace a loro, in una con lo gouerno ecclesiastico in persona del papa, senza el quale non se possa fare niente...." La città può avere la forma di governo che preferisce, ma è il legato pontificio a decidere.
I forlivesi si rassegnarono a sottostare al dominio papale e a tollerare, sebbene ancora per poco tempo, l'ingombrante presenza del legato pontificio in città. La figura del legato, sempre malvista, non riuscì a sedare le continue scaramucce tra le famiglie nobili della città e fra tutti coloro i quali ambivano al comando assoluto di Forlì. Si rafforza la posizione degli Ordelaffi, delineandosi un loro ritorno al potere.

### L'avvento della Signoria
A cavallo fra Duecento e Trecento gli Ordelaffi si erano imposti come la famiglia dominante della città, ma persisteva ancora un potere podestarile che riusciva a governare la città in virtù dell'instabile situazione politica dovuta alle lotte intestine fra le famiglie. In queste condizioni, il controllo fu assunto da un signore esterno la città, Maghinardo Pagani da Susinana, ghibellino, che riuscì ad unire in un unico dominio territori che comprendevano i comuni di Forlì, Faenza ed Imola. Con Maghinardo Pagani si realizza a Forlì una sorta di prima signoria.
Figura di primo piano in una Forlì antipapale e alleata degli Estensi, fu Scarpetta Ordelaffi, al tempo capitano del popolo, che seppe conferire nuovo potere alla città romagnola. Prese posizione, in maniera aperta e sicura, nei confronti dei ghibellini romagnoli e toscani. Ciò apparve eccessivamente provocatorio per la Chiesa, che inviò il vescovo Rinaldo da Concorezzo a sottomettere la città.
Nel 1302 gli Ordelaffi guidati da Scarpetta riuscirono ad allontanare dopo averlo ferito in maniera grave il rettore pontificio Rinaldo da Concorezzo, e, nel 1303, alla morte di Maghinardo Pagani, gli Ordelaffi, sbaragliando la resistenza delle famiglie avversarie, riuscendo gradualmente ad impossessarsi del controllo sulla città e diventandone i signori.
Nel 1315 gli Ordelaffi si impossessarono pienamente del potere e l'anno successivo divenne signore Sinibaldo Ordelaffi, figlio di Tebaldo.
I primi 20 anni del Trecento servirono agli Ordelaffi per consolidamento del potere ed il riconoscimento ufficiale della loro signoria sulla città avvenuto, tra il 1326 ed il 1338 sia dall'imperatore che dal papato.

#### Scarpetta Ordelaffi verso la signoria
Il 13 agosto 1294, secondo le cronache tramandate da Leone Cobelli, i Calboli e gli Ordelaffi ingaggiarono una sanguinosa battaglia, durante la quale fu ferito a morte Fulcieri da Calboli. Tra i feriti anche Guido da Polenta, all'epoca capitano di Forlì, ed il figlio Alberto. gli Ordelaffi fecero prigionieri gli avversari e riuscirono a cacciare tutti i Calboli. Maghinardo Pagani da Susinana ebbe in custodia Guido da Polenta, e, presi in consegna gli altri prigionieri, li condusse a Faenza restituendogli la libertà.
I Calboli, banditi da Forlì, ebbero tuttavia modo di riorganizzarsi e di preparare una reazione, appoggiandosi alle forze che si contrapponevano ai ghibellini.
I bolognesi infatti stavano premendo sempre più minacciosamente ai confini dei territori controllati da Maginardo e dei suoi alleati, facendo perno su Imola per preparare un nuovo attacco a Faenza, l'ostacolo principale all'espansione verso est. Lo scopo di Bologna era infatti quello di riprendere il controllo politico sulle basi nelle quali gli esuli Lambertazzi stavano preparando una riscossa, stringendo alleanze e ricostruendo un esercito, e dalle quali compivano frequenti scorrerie lungo il Santerno.
I ghibellini romagnoli compreso che solo una riconquista di Imola avrebbe vanificato i propositi dei guelfi bolognesi, e quindi su questa città, si concentrò l'attenzione dei due schieramenti. Nell'autunno del 1295, Azzo d'Este riunì ad Argenta tutti i capi ghibellini di Romagna per costituire una lega, la Liga Amicorum. Per mettere a punto la grande offensiva, furono eletti a capitani della lega Maghinardo Pagani da Susinana per Faenza, Scarpetta Ordelaffi per Forlì, Galasso da Montefeltro per Cesena, Uguccione della Faggiola per i fuorusciti di Imola ed un esponente dei Lambertazzi per i fuorusciti bolognesi.
Passato l'inverno, tempo necessario per organizzare le forze, nel marzo del 1296 l'esercito della lega si presentò alle porte di Imola. Il primo giorno di aprile Maghinardo Pagani da Susinana guidò le truppe di Scarpetta Ordelaffi, Galasso e Uguccione verso le rive del Santerno. Giunti alla porta di San Pietro, gli imolesi e i bolognesi tentarono la resistenza ma non essendo in grado di sostenere l'assalto, furono travolti, perdendo oltre quattrocento fra fanti e cavalieri. Il rettore della Romagna, Guglielmo Durand, vescovo di Mende, il 26 aprile 1296 intimava alle città di Cesena, Faenza, e Forlì di desistere dall'impresa, pena la scomunica.
Nel giugno del 1296 i ghibellini forlivesi servirono massa ancora parte dell'esercito che, guidato da Scarpetta e Maghinardo Pagani da Susinana, stava procedendo all'attacco di Castelnuovo, dove si trovavano i Calboli con i loro alleati. L'assedio alla città fu mantenuto per 24 giorni, ma alla fine l'esercito dovette abbandonare l'impresa e proseguire oltre. Impresa militare però lasciò sguarnita la città di Forlì per un lungo periodo e così il 15 luglio 1296, i Calboli con i loro alleati attaccarono Forlì, espugnandola. Nell'assalto rimasero uccisi molti ghibellini tra cui Teodorico Ordelaffi, il suo nipote Giovanni e Giovanni Argogliosi. Non appena la notizia raggiunse Scarpetta Ordelaffi e Maghinardo Pagani da Susinana, questi si staccarono dall'esercito della lega dirigendosi verso Forlì riconquistandola ed uccidendo alcuni guelfi tra i quali, Raniero e Giovanni di Calboli.
Nel corso del 1297 l'esercito della lega quasi raggiunse le porte di Bologna. Venerdì 1º marzo 1297, Ordelaffo degli Ordelaffi, figlio di Teodorico, viene nominato podestà di Faenza. Il 27 ottobre 1297, di fronte agli ambasciatori provenienti da tutte le città ghibelline della Romagna, a Roma fu trattata la pace di fronte a papa Bonifacio VIII. In realtà i cronisti raccontano che vi furono altre piccole battaglie, scorrerie, prova di forza anche negli anni successivi e la pace tra i ghibellini e bolognesi venne conclusa solo nell'aprile del 1299.
Nel 1295, cacciato il Legato Pontificio, e risolta con scaramucce interne la questione della supremazia, salgono al potere gli Ordelaffi che prendono la città, che passa così di nuovo sotto i ghibellini. La dinastia degli Ordelaffi non fu mai comunque talmente potente da poter mantenere da sola il potere, fatta eccezione per un periodo di circa 50 anni nel Trecento. La famiglia dovette quindi allearsi di volta in volta con le potenze confinanti, passando, a seconda del momento e degli interessi, ad alleanze con Firenze, Milano e Stato della Chiesa. In particolare gli Ordelaffi governarono su Forlì, solo con il permesso del papa, che li nominava vicari solo per un tempo determinato e, in alcune occasioni, furono anche estromessi dal governo della città, cedendo il potere ai legati pontifici.

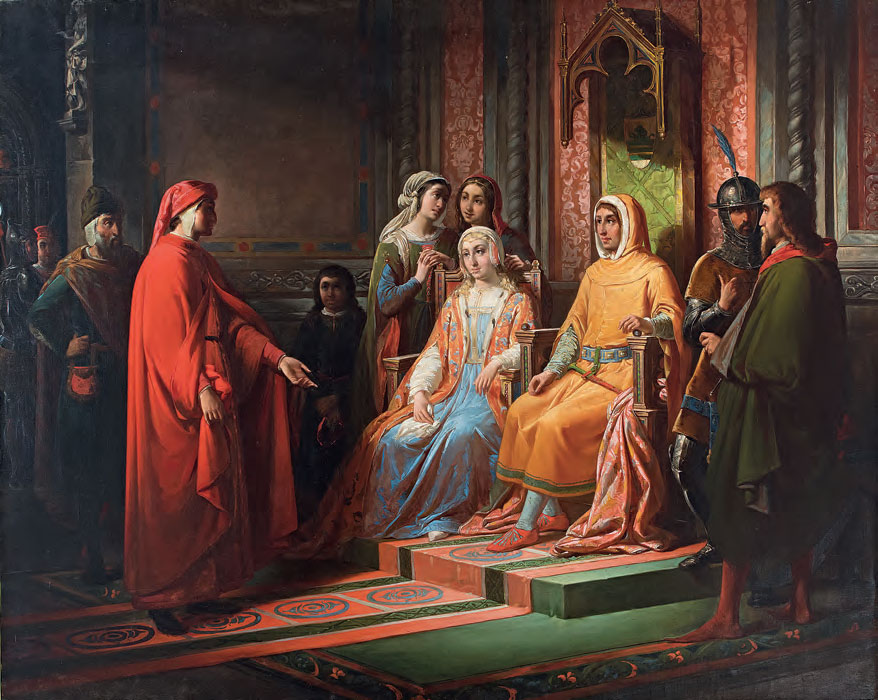
Dante cerca di persuadere Scarpetta Ordelaffi a muovere contro Firenze a capo dei fuoriusciti romagnoli e toscani. In questo dipinto del 1854 di Pompeo Randi, Dante cerca l'appoggio dell'Ordelaffi contro i guelfi. Dante in quel periodo era infatti esule e fu ospitato a Forlì nel marzo del 1303 dall'Ordelaffi, vir nobilis et ghibellinorum in Forlivio princeps. Dante ricoprì l'incarico di epistolarum dictator, una sorta di consigliere dell'Ordelaffi

L'avvento al potere degli Ordelaffi non fu tuttavia semplice e, per poter raggiungere il controllo della città, dovettero dapprima vincere le resistenze interne, vincendo le altre potenti famiglie nobiliari locali, storicamente loro avversarie come i Calboli e gli Argogliosi, ed infine, gradualmente, sostituire l'istituzione comunale, impersonata nella figura del podestà straniero.

### I primi passi della signoria
Nel 1302 gli Ordelaffi appoggiarono i ghibellini per il dominio su Firenze. Dallo scontro che ne seguì e che ebbe luogo nel Mugello, di Ordelaffi persero, mentre vinsero i guelfi appoggiati dai Calboli. La sconfitta degli Ordelaffi non fu però imputata a Scarpetta Ordelaffi la quale fu confermato nella carica di capitano generale fino al 18 giugno 1303.
In tutta la Romagna, tale sconfitta ebbe ripercussioni sul precario equilibrio delle forze in campo, in quanto l'esito dell'impresa fu interpretato come vittoria personale di Fulcieri de Calboli su Scarpetta Ordelaffi e ciò rinvigorì lo schieramento guelfo. Pochi mesi dopo, i Calboli tentarono un avvicinamento politico agli antichi rivali della famiglia degli Argogliosi, contando sul fatto che a Forlì la progressiva ascesa degli Ordelaffi stava sempre più relegando al ruolo di secondo piano l'importante famiglia ghibellina. Gli Argogliosi soffrivano di questa situazione, ed infatti accettarono un accordo, concordando con i guelfi, che, una volta sopraffatta ed espulsa la famiglia rivale, avrebbero essi stessi il controllo della città, e consentito ai Calboli e i loro sostenitori di tornarvi con onore.
Nei primi giorni di aprile del 1304 i Calboli approfittarono dell'assenza di scarpetta Ordelaffi dalla città per attirare il capitano del popolo forlivese Zapetino Ubertino sulle colline, impegnando le milizie forlivesi in assedio a loro castello di Cusercoli. Si trattava di un diversivo perché infatti, contemporaneamente, Malatestino Malatesti, alla testa dei guelfi cesenati, mosse battaglia verso Forme, permettendo ai Calboli e agli Argogliosi di impadronirsi di Meldola per tagliare fuori l'esercito forlivese ed ostacolarlo in caso di ripiegamento lungo la valle del Bidente.
Zapettino, avvertito in tempo della manovra che si stava mettendo in atto, si mise immediatamente in marcia lungo i crinali evitando Meldola, portando soccorso alla città. Una volta che si furono resi conto che l'elemento sorpresa era stato vanificato, i guelfi abbandonarono l'impresa si radunarono nella Rocca d'Elmici, vicino a Predappio, caposaldo dei Calboli.
Zapettino li inseguì, e, in cinque giorni di assedio riuscì ad avere ragione della rocca. Agli Argogliosi, in quell'occasione catturati, fu consentito di tornare in libertà, solo nel marzo 1305, dopo che questi ebbero riconsegnato Meldola ai forlivesi.
Nel 1306 Scarpetta Ordelaffi viene chiamato per intervenire a Faenza, dove i ghibellini Accarisi e di guelfi Manfredi, avevano ripreso le ostilità. Scarpetta Ordelaffi riuscì a fermare gli scontri, e, cacciati dalla città di guelfi ed il capitano del popolo, favorì il prevalere della parte ghibellina, affidando le cariche di podestà e di capitano del popolo al conte Bandino Modigliana. Le imprese vittoriose del Ordelaffi si espandono così anche oltre i confini della città di Forlì, portando lustro alla famiglia.
Pochi mesi dopo si rivolse a lui anche il guelfo Alberguccio Mainardi, rappresentante di una delle più potenti famiglie di Bertinoro che stava subendo la presenza invadente della famiglia Calboli. Il 6 giugno 1306, scarpetta Ordelaffi ed il fratello Pino riuscirono a scacciare da Bertinoro i Calboli, vendicando l'onta del Mugello. Scarpetta Ordelaffi consegnò però la città al fratello Pino, il quale divenne signore di Bertinoro facendo erigere sul colle un nuovo palazzo comunale in una posizione strategica.
Nel 1307 Alberguccio Mainardi, non si era mai rassegnato a perdere Bertinoro, per cui si alleò con Cesena e con Rimini per un atto di forza, e, nell'agosto del 1307, diedero l'assalto a Bertinoro. Scarpetta Ordelaffi intervenne e riuscì a catturare 1800 uomini, il nerbo delle forze cesellati riminesi, e nel 1308, insieme a Federico da Montefeltro attaccarono in solitaria la città Cesena, essendo mancato l'appoggio dei ghibellini cesenati. Nell'agosto di quell'anno, le parti si avviarono ad una trattativa pacificatrice e di scambio prigionieri catturati a Bertinoro. Per suggellare la pace, nel 1309, Sinibaldo, fratello di Scarpetta, sposò Onestina, esponente della famiglia Calboli. Nello stesso anno Scarpetta fu acclamato capitano del popolo.

### Il periodo d'oro della signoria

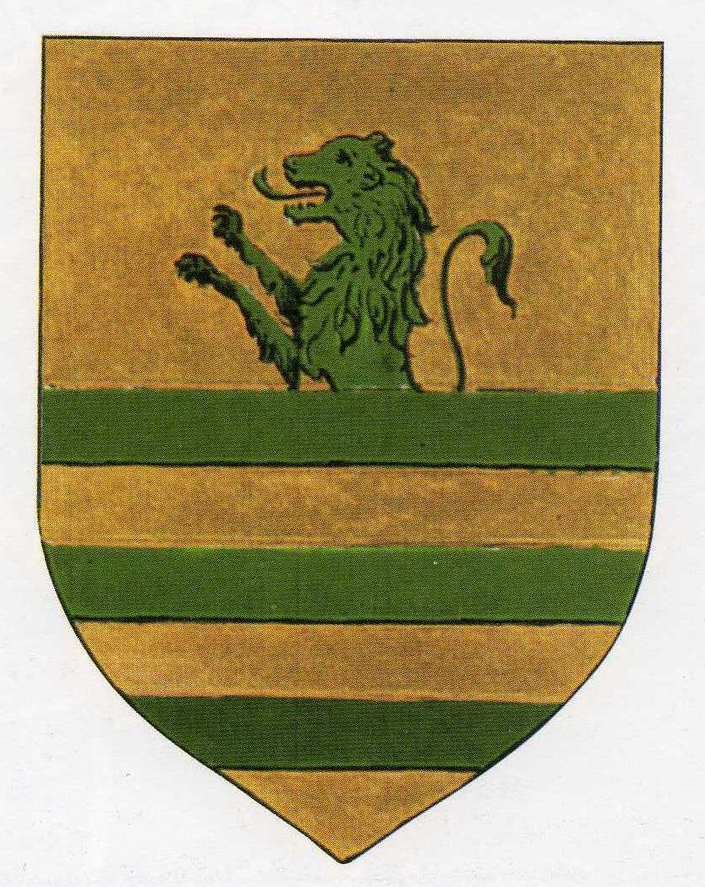
L'arme degli Ordelaffi

Il consolidamento della signoria ed la sua espansione fu perseguita da Francesco Ordelaffi che fu in grado di continuare l'opera del padre Cecco. Grazie al nuovo signore, la città si munì di una più efficiente cinta muraria.
L'influenza della città si espandeva sui comuni vicini, tanto che la famiglia Ordelaffi riuscì a controllare centri di notevole importanza quali Cesena, Bertinoro, Forlimpopoli, Castrocaro e Meldola, nonché numerosi castelli e possedimenti circostanti.
L'espansione del dominio degli Ordelaffi fu sostanzialmente favorito da due fattori. In primo luogo la presenza di figure di notevole spessore, in grado di governare con decisione e lungimiranza, favorendo l'espansione della signoria. In secondo luogo, l'espansione dell'influenza della signoria fu favorito dal fatto che il papato risultava momentaneamente disinteressato alle vicissitudini della Romagna, favorendone un periodo di indipendenza, da li a poco sarebbe terminato. L'avvento di un nuovo papa segnerà un periodo di svolta. Il papato, non più disposto a perdere il controllo sulla Romagna, avvierà più decise forme di controllo sulla città.
Nel 1331 l'oramai vecchio Sinibaldo lasciò la reggenza al figlio Francesco, che tuttavia riuscì a governare per un breve periodo, in quanto il legato pontificio Bertrando dal Poggetto prese la città in nome della chiesa esiliando gli Ordelaffi.
Nel 1333 Francesco riuscì audacemente a rientrare, e, sollevando il popolo, riuscì a cacciare il rappresentante della Chiesa dando alle fiamme le scritture ed i decretti papali. Francesco divenne capo indiscusso del ghibellinismo romagnolo e signore di territori che si estendevano da Forlì a Cesena, dalla pianura fino alla montagna.
Francesco Ordelaffi fu un personaggio spavaldo, che più volte sfidò apertamente la Chiesa e venendone scomunicato per non aver voluto corrispondere il censo alla Camera apostolica. Il suo dominio fu mantenuto comunque con mano ferma e spietata, arrivando persino a decapitare i cospiratori.
Tanto ardire iniziò a risultare insopportabile alla Chiesa e ciò culminò con l'invio in Romagna del cardinale Gill Carillo Albornoz, del titolo di Egidio di San Clemente.
La situazione che Francesco prese in mano era gravemente compromessa, infatti tutta la Romagna era stata ridotta all'obbedienza da Bertrando del Poggetto e la città assediata non poteva sperare in alcun aiuto esterno, essendo il quartier generale dell'esercito pontificio situato presso San Martino in strada, ma ovunque, nei punti strategici intorno all'abitato, erano state costruite bàstie e fortificazioni provvisorie destinati agli assedi impegnativi e di lungo periodo, e agli accampamenti dell'esercito delegato, che il cronista Giovanni Villanistimava 1500 cavalieri e da una moltitudine di fanti, stringeva d'assedio la città da ogni lato.
Francesco Ordelaffi riuscì a mantenere la calma e, pur rendendosi conto dell'inevitabile epilogo, compreso che più lungo fosse riuscito a resistere, tanto maggiori possibilità avrebbe avuto, al momento della resa, di negoziare i termini di resa da una posizione di non completa sottomissione.
Forlì riuscì a resistere fino al 21 novembre 1331, giorno che segnò la resa della città. Alla città fu accordata la propria indipendenza, anche sotto il controllo di funzionari pontifici, con l'obbligo del pagamento di una tassa periodica. Da parte sua, Francesco Ordelaffi avrebbe perso momentaneamente la signoria su Forlì, ma concordò di poter mantenere il controllo su Forlimpopoli e sul Ronco.
Giovedì 18 marzo 1332, il cardinale Bertrando del Poggetto convocò un solenne parlamento a Faenza alla presenza di tutti i signori e governanti delle città di Romagna. In quell'occasione, il giorno 21 marzo 1332, Francesco Ordelaffi restituì formalmente al Papa le città di Forlì e Forlimpopoli, avendone in cambio, come concordato, la libertà e la signoria su Forlimpopoli. Pochi giorni dopo Bertrando del progetto si recò Forlì dove entrò solennemente a seguito dei suoi cavalieri per sancire il ritorno dell'ultima città ghibellina in seno alla Chiesa.

#### L'inizio della riscossa

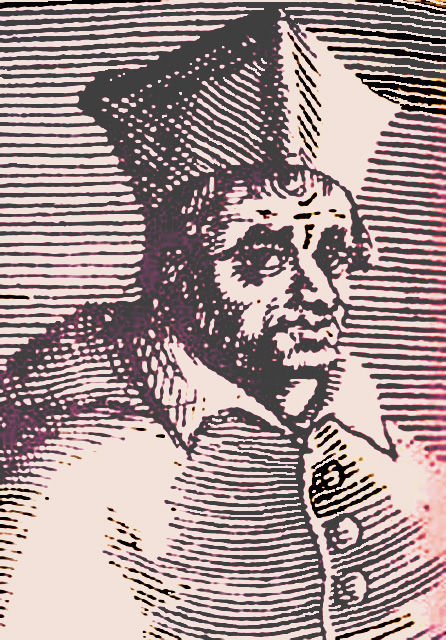
Bertrando dal Poggetto, artefice sia della conquista che della perdita di Forlì

Fin dai primi giorni della resa, Francesco Ordelaffi prese a studiare il modo di rientrare a Forlì come signore, ma tale progetto riusciva difficile a causa dell'apparente coesione di tutte le forze romagnole di orientamento guelfo e fedeli al progetto istituito dal cardinale Bertrando. Francesco Ordelaffi non vi sarebbe riuscito se il cardinale non avesse commesso un errore che andò a compromettere quella che fino ad allora era stata una brillante legazione pontificia. L'occasione fu la lega stretta tra Estensi, gli Scaligeri, i Gonzaga, i Visconti e il re di Napoli, contro il re Giovanni di Boemia che stava furoreggiando in Lombardia in Toscana e che aveva già preso accordi con il cardinale Bertrando per una sottomissione definitiva dei territori dello Stato pontificio del Papa. Nonostante le rassicurazioni di fedeltà della corte Estensi, il cardinale Bertrando aveva deciso di attaccare comunque Ferrara. All'inizio il cardinale raccolse un certo successo ma, quando decise di muovere direttamente verso Ferrara con il suo esercito (composto da tutti i signori di Romagna tra cui Francesco Ordelaffi), subì una clamorosa sconfitta. I 14 febbraio 1333 gli Estensi attaccarono l'esercito pontificio facendone gran strage e facendo prigionieri il conte di Armagnac e molti signori tra cui Francesco Ordelaffi. Quando Nicolò d'Este chiese per essi un riscatto, Bertrando si rifiutò di pagare disinteressandosi della loro vita. Allora, Nicolò d'Este, il 12 aprile 1333, li lasciò senza alcun riscatto, ma strinse con loro un accordo segreto per minare i progetti del legato pontificio. Il mancato pagamento del riscatto diede avvio a una ribellione a catena. I primi a ribellarsi furono i Malatesta di Rimini. Mentre il cardinale Bertrando ripiegava su Rimini per sedare la rivolta, Francesco Ordelaffi poté entrare il 19 aprile 1333 a Forlì nascosto in un carro. Entrato in città chiamò a raccolta i propri sostenitori e mosse verso i soldati francesi del legato pontificio, i quali non riuscirono a contrastare l'avanzata e furono sopraffatti.
La mossa di Francesco Ordelaffi fu così veloce che il cardinale Bertrando, da Rimini, non ebbe il tempo di reagire: Forlì era di nuovo in mano alla famiglia Ordelaffi, mentre Forlimpopoli lo sarebbe stato da lì a pochi giorni.

### Il ritorno allo Stato della Chiesa

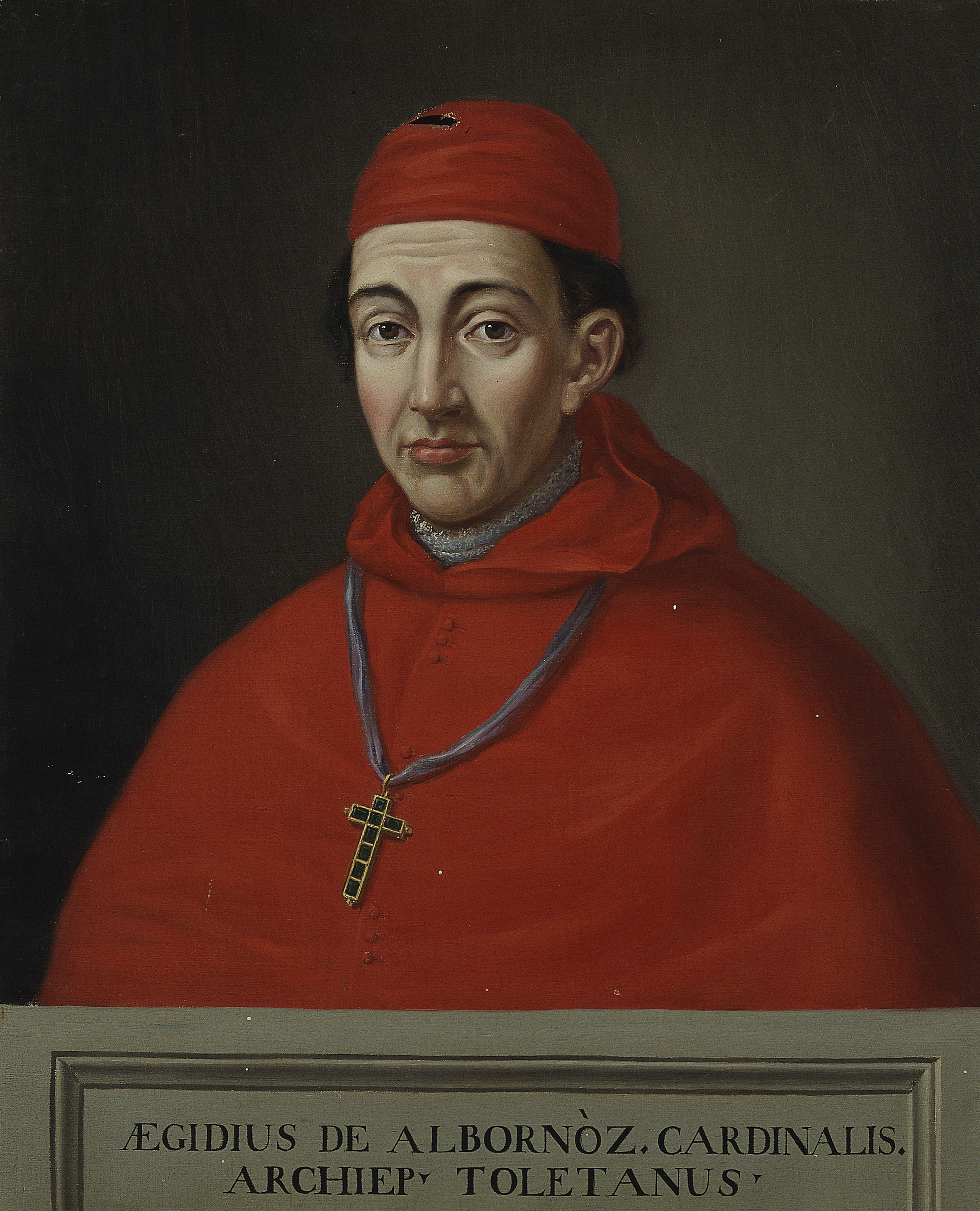
Egidio Albornoz, fautore della sottomissione della Romagna allo Stato pontificio

Le imprese espansionistiche degli Ordelaffi suscitarono la reazione del papato che intendeva ritornare in possesso del forlivese. Iniziò così una lunga lotta per la sottomissione della città. Lo Stato pontificio incaricò il cardinale spagnolo Egidio Albornoz di restaurare il potere temporale sulla Provincia di Romagna. Per domare Forlì venne avviata una forte repressione nei confronti della città e dei centri da lei governate. Venne proclamata un'apposita crociata contro i Forlivesi, e, nel maggio 1353, Il cardinale fu inviato in Romagna da papa Innocenzo VI a restaurare il potere papale.
Nel 1357, Francesco Ordelaffi perse tutte le città più importanti: il 21 giugno a Cesena la moglie Cia Ubaldini, dopo un lungo assedio, dovette arrendersi alle truppe papali, il 29 luglio a Bertinoro, il figlio Giovanni Ordelaffi dovette fuggire; nello stesso periodo, anche Forlimpopoli veniva quasi rasa al suolo.
Resosi conto che la resistenza non avrebbe potuto prolungarsi oltre, il 4 luglio 1359, per poter riottenere la moglie Cia Ubaldini, e la riabilitazione cavalleresca, Francesco decise di cedere Forlì e tutte le terre alla Santa Sede. Alcuni castelli per non cadere in mano papale furono ceduti a Firenze, mentre i rimanenti furono requisiti e il controllo fu affidato a funzionari papali o a signori guelfi locali rimasti fedeli alla Chiesa.
Francesco Ordelaffi, allontanato dalla città assieme a tutta la famiglia, si rifugiò a Venezia e poi a Chioggia, dove morì nel 1374.
Dopo aver sconfitto Francesco Ordelaffi, l'Albornoz elesse Forlì a "sua temporanea capitale, rendendola sede dell'erario pontificio e componendovi gli Statuti egidiani, detti anche le Leggi di Forlì".
Negli anni in cui l'Albornoz governò, ordinò di iniziare la costruzione grandi opere, l'edificazione di palazzi e della Rocca di Ravaldino, ed infine passò in revisione gli antichi ed inadeguati ordinamenti legislativi.
Sempre nel XIV secolo è da segnalare che Forlì fu una delle prime città a dotarsi di orologio meccanico, posto nella torre civica.

### Il governo dei legati pontifici
Allontanati gli Ordelaffi, il papa decise di reggere Forlì mediante legati pontifici che amministrarono e governarono sulla città per circa 20 anni dal 1359 al 1379.
Uno di questi legati, Anglico de Grimoard, fratello del papa, per poter controllare meglio la popolazione e far pagare le tasse, nel 1371 ordinò un capillare censimento di tutta la Romagna. Il proprio lavoro, passato alla storia come Descriptio Romandiolae, è uno dei documenti più importanti per riscrivere la storia di tutta la Romagna. Se ne evince che in questo periodo la città era abitata da circa 12.000 persone, circa 6.000 vivevano nella campagna circostante, presenti in 69 villaggi rurali, poco abitati, e costituiti solo da alcuni focolari, posti per di più a nord e a sud della città.

### Gli Ordelaffi ritornano come vicari papali
Lo Stato pontificio si ritrova, durante questi anni, impegnato dalla presenza di un antipapa residente ad Avignone. Impegnato su un fronte di maggiore importanza, il papato non ha le energie né l'attenzione per governare con fermezza l'indomita Romagna. Gli Ordelaffi, consapevoli della critica situazione del papato, ne approfittarono per rientrare nelle vicende storiche della città. La strategia utilizzata fu particolarmente astuta: decisi a riottenere il governo, evitarono di entrare in diretto conflitto con il papa, ma ne cercarono l'appoggio proponendosi come vicari pontifici.
Nel 1379 Sinibaldo Ordelaffi, figlio di Francesco Ordelaffi, ottenne per sé il titolo di vicario papale per ben 12 anni, non solo per la città di Forlì, ma anche per Forlimpopoli, Sarsina e per il castello di Oriolo, posto in territorio faentino. la famiglia Ordelaffi riusciva perciò in questo modo a camuffare la signoria sotto le sembianze del vicariato. L'indipendenza d'azione che la famiglia poteva godere era però di modesta entità ed il controllo all'interno della città era turbato da dissidi all'interno della stessa famiglia.
Il 13 dicembre 1385 Sinibaldo venne fatto imprigionare nella rocca di Ravaldino da Pino, nipote di Francesco, e da Cecco, nipote di Sinibaldo, dove morì nel 1386.
Nel 1390, papa Bonifacio IX, riconobbe Pino e Cecco come ufficiali vicari di Forlì. Pino morì il 16 luglio 1402 e Cecco dovette lottare contro il figlio illegittimo di Francesco Ordelaffi, Scarpetta Ordelaffi, allora vescovo della città. Scarpetta fu sconfitto e incarcerato nella rocca di Ravaldino, dove morì nel 1402.
Il vicariato della città rimaneva così unicamente nelle mani di Cecco il quale poteva governare indisturbato sulla città. Il papa riconobbe a Cecco la carica di vicario a vita, e che questa carica fosse trasmessa ai suoi figli per via ereditaria. Si trattava di una forma di governo a metà strada fra la signoria ed il vicariato. Il potere rimaneva nella mano degli Ordelaffi per via ereditaria come fosse una signoria, sebbene l'indipendenza nelle decisioni del governo non fosse totale ma subordinata al volere pontificio.

## La breve esperienza del libero Comune
Il 9 settembre 1405 Cecco muore ed il nuovo signore designato sembra essere il suo figlio illegittimo, Antonio Ordelaffi. Ma la popolazione, stanca di lotte intestine fra i vari possibili pretendenti al governo e desiderosa di un periodo di stabilità e di un governo legittimato dalla popolazione, decide di cacciare Antonio Ordelaffi, dandosi un governo comunale che però ebbe breve durata.
Infatti, alla morte del Signore, numerosi cittadini forlivesi si divisero in due fazioni una delle quali sosteneva che la città avrebbe potuto reggersi quale libera comunità e scegliere i propri organi di governo, mentre l'altra rimaneva legata alla signoria degli Ordelaffi e premeva perché venisse riconosciuta la signoria al figlio di Cecco, Antonio.
L'inettitudine dell'esponente degli Ordelaffi giocò a favore del libero reggimento, che fu proclamato solennemente e con entusiasmo il 10 settembre del 1405, seguito dall'insediamento, tre giorni dopo, di un collegio di 12 priori, e della presa di possesso di tutte le rocche nei giorni successivi.
Il Papa condannò i forlivesi, inviando il legato Baldassarre Cossa a riconquistare i territori usurpati alla Chiesa.
Il cardinale Cossa pose il campo nei pressi di San Martino in strada e prese a fare scorrerie nelle campagne di Forlì con le sue soldataglia, consentendo devastazioni e furti. Nell'esercito pontificio militava Astorre Manfredi, che, essendosi accordato con alcuni cittadini forlivesi, segretamente anticipò gli spostamenti e la tattica dell'esercito papale al consiglio dei Dodici, vanificando i primi assalti. Scoperto, fu fatto arrestare da Baldassarre Cossa e nella penultima settimana di ottobre 1405, venne decapitato sulla piazza della città di Faenza.
Le ostilità proseguirono per tutto l'inverno, anche se le vere e proprie azioni di battaglia furono sospese. Vi fu comunque un tentativo, manovrato dall'esterno dal cardinale, per risolvere la situazione, sostenendo l'offensiva dei pontifici con una sollevazione popolare filo-guelfa, guidata dal notaio Baldo Baldoni. L'unica attestazione di questa sollevazione, avvenuta lunedì 15 maggio 1406, è narrata nella Cronaca Albertina, un testo in latino che mette insieme brani estratti da altre cronache e dalla quale si evince che il popolo si è rivoltato contro i seguaci di Baldo Baldoni.
Il 30 maggio 1406 vi fu una svolta decisiva, in quanto papa Innocenzo VII venne a sapere, o comunque sospettò, di contatti in corso tra i forlivesi e Veneziani da una parte, e fiorentini dall'altra. L'intervento di una delle due potenze avrebbe alterato gli equilibri, per cui, contro la volontà del cardinale Cossa, si giunse ad un raccordo che prevedeva il riconoscimento degli organi di governo cittadini e, per contro, la cessione di Forlimpopli al diretto dominio della Chiesa e la facoltà assegnata al legato di scegliere il capitano del popolo ed il podestà. Alla città tolto l'interdetto e la rocca di Ravaldino fu affidata al controllo di un corpo di guardia formato da elementi di entrambi gli schieramenti.
Nel giro però di appena un anno il cardinale corso riuscì tuttavia a manovrare in modo da avere il controllo politico e militare della città. Lo fece con un inganno, provocando un finto attacco dei Malatesta alla rocca di Ravaldino. i forlivesi, convinti che gli eterni nemici stessero tentando di impadronirsi della città, chiesero l'intervento del cardinale Cossa che già si trovava non casualmente con tutto il proprio esercito nei pressi di Forlì. In questo modo fu la città stessa, involontariamente, a darsi alla chiesa il 9 luglio del 1407.
Tutto faceva pensare che fosse definitivamente tramontata la signoria forlivese ma, un Ordelaffi, precisamente Giorgio figlio di Tebaldo, tra il 1406 e del 1410, da Ravenna, cercò di organizzare il ritorno della famiglia al potere.

### Forlì tra Ordelaffi e legati pontifici
Il papa, che non voleva lasciare Forlì nelle mani di un governo comunale lontano dalle posizioni papali, inviò il cardinale Baldassare Cossa alla testa di un esercito per reprimere l'istituzione comunale e ripristinare il potere pontificio. Baldassare Cossa governò Forlì in qualità di legato pontificio dal 30 maggio 1406 al 1410, anno della sua elezione con il nome di Antipapa Giovanni XXIII.
Nel 1410, con la mancanza del legato pontificio eletto papa, Giorgio Ordelaffi, nipote di Francesco, fece un primo tentativo per riprendere la guida sulla città, ma senza successo. L'anno successivo, insieme ad Antonio Ordelaffi, l'azione fu ripetuta, e portata a buon fine. Pur di tenere il potere senza condividerlo con altri, Giorgio Ordelaffi fece imprigionare Antonio nella rocca di Imola, dove rimase fino al 1424, anno durante il quale fu liberato dai Visconti di Milano.
Giorgio governò, dal 1411, per un breve periodo la città nelle duplici vesti di Signore e Vicario pontificio, la cui nomina risaliva al 25 dicembre 1418, fino al giorno della morte avvenuta il 25 gennaio 1422.

### La tutela dei Visconti
Giorgio Ordelaffi lasciò come erede un figlio molto giovane, Tebaldo Ordelaffi. In attesa che diventasse maturo per sostenere le responsabilità del governo della città, venne posto sotto la tutela dei Visconti, nella persona di Filippo Maria Visconti. Ma Tebaldo morì ragazzino, colto da peste, nel luglio 1425. Della prematura morte dell'Ordellaffi ne approfittò il Visconti, che, con l'intento di allargare la propria sfera di influenza, inviò un contingente militare contro Forlì, riuscendo così a controllare gran parte del territorio forlivese. In quello stesso periodo però, la Repubblica di Venezia iniziò a minacciare il ducato di Milano, sede dei Visconti e, nel tentativo di difenderlo, i Visconti abbandonano Forlì, consegnandola al papa.

### Forlì, ancora i legati pontifici
Il 16 maggio 1426 il legato pontificio Ludovico Alemanni prende possesso di Forlì per poi ritornare a Bologna, affidando il governo della città al vescovo Domenico Capranica, che governò con lungimiranza e fermezza, riuscendo ad annullare i tentativi portati avanti da Antonio Ordelaffi al fine di riprendere il controllo della città.
Il 6 gennaio 1431 a Forlì Alemanni venne rimpiazzato da un altro legato, il vescovo veneziano Tommaso Paruta, che, al contrario del predecessore, non riuscì ad assicurare alla città un periodo di stabilità politica ed economica. Temendo molto spesso di perdere il controllo, sospettando in ogni istante che si stesse covando un ribaltamento del potere a favore degli Ordelaffi, fece arrestare, torturare ed anche condannare a morte tutti coloro i quali venissero sospettati, anche solo minimamente, di favorire il ritorno degli Ordelaffi al potere. Tale comportamento, condotto dal vescovo allo scopo di impedire in qualsiasi modo il ritorno degli Ordelaffi, ebbe invece il risultato paradossale di far sollevare la popolazione che si ribellò alla condotta politica del vescovo che fu costretto a sfuggire. La residenza del legato, l'attuale palazzo comunale fu saccheggiato e messo a ferro e fuoco dal popolo il 12 gennaio 1434.
I maggiori cronisti rinascimentali della storia di Forlì
- Flavio Biondo, storico ed umanista del secolo XIV-XV
- Girolamo Fiocchi, conosciuto anche come fra Girolamo da Forlì, domenicano e cronista del XIV-XV secolo
- Giovanni Merlini, conosciuto anche come Giovanni di Mastro Pedrino, pittore e cronista del XV secolo
- Leone Cobelli, pittore e cronista del XV secolo
- Guido Stella (8 gennaio 1434 - 1492), autore di una Historia urbis Foroliviensis
- Andrea Bernardi, cronista del XV-XVI secolo
- A questi autori si devono aggiungere: la raccolta detta Libro Biscia, contenenti documenti dal IX al XIV secolo relativi al Monastero di S. Mercuriale ed ai suoi rapporti con la città e gli abitanti; gli Annales forolivienses, la paternità dei quali non è ancora ben stabilita, che trattano un periodo dall'XI al XV secolo.

### Tra Ordelaffi e Stato pontificio
Del vuoto di potere venutosi a creare a seguito della fuga del vescovo-governatore Tommaso Paruta Tommasini approfittò Antonio Ordelaffi, molto ben visto dalla popolazione, che lo considerava abile condottiero ed equanimo signore in grado di difendere la città da una probabile feroce reazione papale. L'Ordelaffi in breve tempo prese possesso della Rocca di Ravaldino e dei territori principali quali Forlimpopoli, San Cassiano, Predappio, Fiumana, Rocca delle Caminate, Rocca d'Elmici, Petrignano e Dovadola.
Papa Eugenio IV, di fronte ad un'azione così decisa dell'Ordelaffi, invece di scendere in Romagna e ristabilire con la forza l'ordine papale, preferì scendere a patti con il signore, concedendogli, per almeno 3 anni, il vicariato di Forlì, preferendo così evitare un'altra guerra e governare la città indirettamente attraverso gli Ordelaffi.
Ma la condotta non saggia del governo della città, fece in breve tempo perdere il controllo su Forlì. Perso il sostegno di una parte dei forlivesi, Antonio Ordelaffi si trovò in dissenso anche con il vescovo Caffarelli e con l'umanista Flavio Biondo, il quale, temendo per la propria vita, riparò presso Firenze. Antonio Ordelaffi, trovatosi indebolito ed isolato, fu attaccato dall'esercito papale che contava, causa del suo indebolimento, di ripristinare un più stretto controllo sulla città. Antonio Ordelaffi, oramai rimasto solo, fu messo in fuga e lascio Forlì l'11 luglio 1436.
La città passò nuovamente al papato sotto il governo di Lorenzo da Todi. Nel frattempo l'influenza dei duchi di Milano si stava espandendo nelle Romagne, e, città dopo città, cadevano sotto il controllo dei Visconti, che, in quest'ottica, decisero di unirsi agli Ordelaffi per potersi infiltrare nel governo di Forlì. Antonio Ordelaffi, richiamando a sé truppe fedeli ed allenandosi con i duchi di Milano riuscì nuovamente ad impossessarsi del controllo della città e ad entrare vittorioso, il 20 maggio 1438.
Antonio Ordelaffi, comprendendo perfettamente la strategia dei Visconti che miravano al dominio su Forlì, tentando di limitarne l'infiltrazione, pensò così di liberarsi di tale invadente alleato, avvicinandosi a Firenze e chiedendone la tutela. Il 9 giugno 1443, Antonio ed i figli Cecco e Pino riottennero il vicariato da papa Eugenio IV. Antonio Ordelaffi morì di peste il 4 agosto 1448, lasciando una città spopolata a causa della malattia, che oramai devastava tutta l'Europa.

### La signoria di Cecco III
Morto il padre, Cecco III governò sulla città insieme al fratello Pino, lo zio Ugo Rangoni e la madre Caterina Rangoni. Sebbene fossero molti i personaggi coinvolti nel governo della città, non vi furono dissidi, attriti, né rivalità ed invidie. Ciò permise a Cecco III di governare sulla città per circa 18 anni, fino al 1466, assicurando alla città pace e stabilità politica. L'oculata gestione della cosa pubblica, nonché strategie e alleanze specifiche, consentirono lo sviluppo economico ella città che iniziò ad abbellirsi ed arricchirsi di pregevoli opere d'arte.
I matrimoni combinati della madre Caterina permisero l'alleanza con Faenza, l'antica rivale di sempre, portando ad un periodo di pace e tranquillità interna. Cecco fece ampliare la rocca di Ravaldino, e, a partire dal 5 luglio 1459, pose la pietra del palazzo del podestà.
La concordia che regnava all'interno della città sembrava non doversi spezzare mai, in seguito a frizioni interne, Cecco fece allontanare Pino ed i familiari dalla città i quali cominciarono a tramare contro di lui in favore di Pino III. Il 4 gennaio 1466 prende avvio la congiura: Cecco viene imprigionato ed il 24 aprile 1466 venne ucciso dagli uomini di Pino III.

### Pino III, il magnifico signore

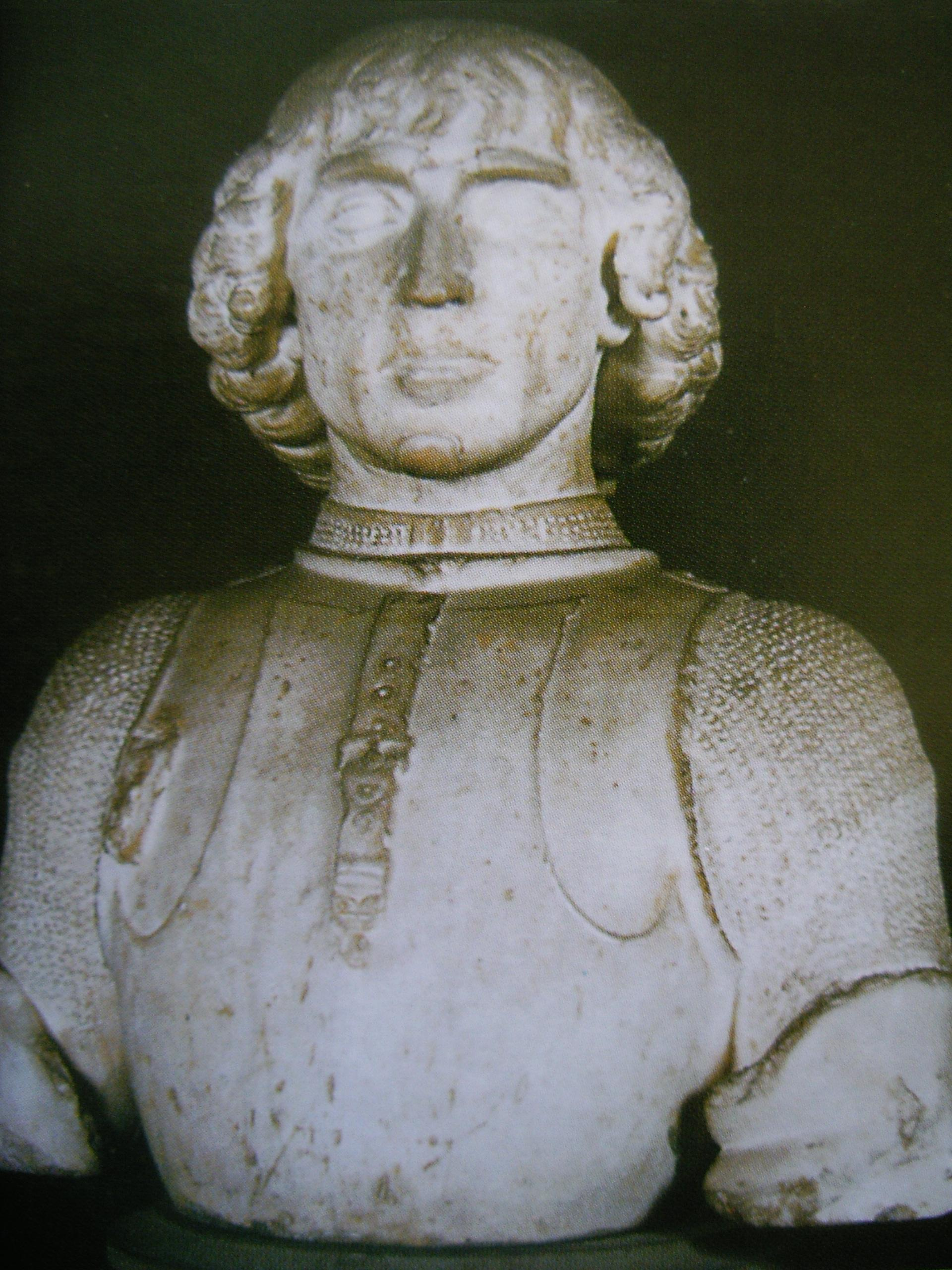
Pino III Ordelaffi

È con Pino III che la signoria degli Ordelaffi raggiunge il massimo splendore, e, dopo di lui, si apre un periodo di crisi che porterà alla fine dell'attività della famiglia nelle vicende di Forlì.
Pino III, dopo aver fatto uccidere il fratello, seppe tenere il controllo del potere in maniera salda e decisa, comandando con intelligenza ma anche con estrema spregiudicatezza, arrivando, molto spesso, a far uccidere chiunque giudicasse pericoloso nell'insidiare la propria figura nel comando della città. Ne fece le spese anche la seconda moglie, Zaffira Manfredi, ritenuta colpevole di aver tramato contro il nuovo signore.
Sebbene estremamente spregiudicato, Pino III si dimostrò abile politico, sapendo che era impossibile mantenere l'indipendenza della signoria con le poche forze che disponeva, in un ampio contesto politico che vedeva la Romagna e Forlì come centro di numerosi interessi strategici. Riuscì comunque ad allearsi di volta in volta con altri stati locali e le vicine signorie. Mettendo il proprio esercito al servizio della Chiesa, riuscì ad assicurarsi l'alleanza del pontefice, garantendo la sicurezza dei confini meridionali della signoria che confinavano con lo Stato della Chiesa. Allenandosi con Galeazzo Maria Visconti, duca di Milano, riuscì a farsi nominare conservatore della parte di Romagna governata dai milanesi.
L'oculata politica internazionale, permise a Pino III di accumulare numerose ricchezze, spese in maniera intelligente. Oramai entrati nel Rinascimento, Pino III ingaggiò numerosi artisti per abbellire le sedi signorili e la città tutta. Una notevole disponibilità economica consentì a Pino III di fortificare la città, costruire nuove chiese e monasteri, senza gravare in maniera eccessiva sulle casse della città, senza imporre eccessive tasse alla popolazione. Presso la corte forlivese prestarono servizio numerosi letterati ed artisti, facendo raggiungere alla sua signoria il massimo dello splendore.
Ma molte erano le forze che tramavano alle sue spalle, per cui Pino III cominciò a liberarsi di coloro che, secondo lui, lo intralciavano nelle sue decisioni o che si contrapponevano al suo volere. Questo atteggiamento lo condusse ad isolarsi gradualmente, facendosi il vuoto intorno, vuoto che si fece totale quando, nel 1475, la futura terza moglie, Lucrezia Pico della Mirandola, prima ancora di sposarlo, per mettersi dalla parte sicuro, provvide personalmente all'avvelenamento di Ghinolfo da Romena, governatore di Forlì, complice e principale artefice degli assassini alla corte forlivese. Nell'ottobre dello stesso anno i due si sposarono e a novembre Lucrezia si trasferì da Mirandola a Forlì. Pino III stava invecchiando, e le sue condizioni fisiche andavano col tempo peggiorando. Nel 1479 il signore di Forlì si ammalò di febbre quartana poi, nel gennaio del 1480, il suo stato di salute peggiorò a causa delle ricorrenti crisi epilettiche a cui era soggetto sin da bambino. La moglie Lucrezia, preoccupata per la sua prossima possibile vedovanza, consigliata da Giacomo Suardi, pensò allora a un piano che permettesse di restare signore della città anche dopo la morte del marito: sposare il nipote Antonio Maria avrebbe infatti estromesso dal potere Sinibaldo, erede naturale della signoria. Quando Pino III venne a conoscenza della tresca, fece incarcerare il Suardi nella rocca, poi ordinò che venisse giustiziato, e che il suo cadavere, chiuso in sacco, fosse gettato nel fiume Ronco. Il 2 febbraio 1480, Pino e la moglie erano inviati a una festa organizzata nella magione di Checco Paulucci. Prima di recarsi al ricevimento, Pino decise di andare a messa, ma di si sentì male e fu costretto a far ritorno a palazzo. Rimessosi in sesto, ordinò che venisse stilata la lista delle belle donne che sapevano ballare perché domenica 13 febbraio 1480 voleva dare una festa, alla faccia degli astrologi che gli avevano predetto che la sua morte sarebbe avvenuto entro quel giorno. I 9 febbraio 1480 il signore di Forlì ebbe una grave ricaduta della malattia. Preoccupato dalla approssimarsi della morte, dettò le sue ultime volontà.

### Il decesso di Pino III Ordelaffi
Pino III Ordelaffi morì il 10 febbraio 1480. Ancora non è chiaro se di morte naturale o se per avvelenamento da parte della moglie. È con la morte di Pino III che ha fine il dominio degli Ordelaffi in Forlì. Dopo il funerale, Lucrezia chiamò a coadiuvare nel governo della signoria il fratello, Antonio della Mirandola, il quale venne immediatamente considerato un intruso dai forlivesi. Per vincere la diffidenza dei suoi sudditi Lucrezia istituì allora un consiglio generale che doveva nominare gli anziani che l'avrebbero assistito. Questo piacque a parte dei forlivesi, ma in segreto la maggioranza appoggiava il tentativo di restaurazione dei figli di Cecco che, con l'aiuto di Galeotto Manfredi, spinsero Lucrezia ad asserragliarsi nella rocca di Rocca di Rivaldino. Lucrezia già da tempo aveva percepito che la sua presenza a Forlì non era più politicamente gradita, perciò si era premunita facendo trasportare all'interno della fortezza l'intero tesoro della famiglia Ordelaffi. Questa tattatica le permise per molto tempo di sfuggire alle trame di corte, ma non così il 10 febbraio 1480, quando la terza moglie, Lucrezia della Mirandola, pensando che il marito volesse ucciderla, lo fece avvelenare, ponendo fine ad un periodo di splendore, ma anche ponendo le basi per la fine della signoria degli Ordelaffi.

### La fine della signoria degli Ordelaffi
Sinibaldo Ordelaffi, figlio illegittimo di Pino III, venne riconosciuto da papa Sisto IV come vicario di Forlì ma, essendo ancora troppo giovane, fu sostituito al comando della città dalla madre Lucrezia della Mirandola che assunse la reggenza della città come tutrice.
Ma una consistente parte della popolazione non vedeva di buon occhio Lucrezia della Mirandola reputata la donna che aveva tramato contro il proprio marito uccidendolo. Si formarono due fazioni, una favorevole a Sinibaldo ed una seconda fazione, rifugiatasi a Faenza fin dal 1469, sosteneva i figli di Cecco. Sinibaldo, giovane, inesperto ed impossibilitato a gestire la situazione, si rifugiò nella Rocca di Ravaldino dove morì il 18 luglio 1480.
Papa Sisto IV, vedendo che la situazione a Forlì stava precipitando, colse l'occasione per imporre alla città un più fedele e sicuro alleato. Considerando Sinibaldo unico legittimo vicario di Forlì, deludendo le aspettative dei sostenitori dei figli di Cecco che speravano di assumere il potere in città, il Papa affidò le sorti della città a suo nipote, il conte Girolamo Riario, capitano generale dell'esercito pontificio e governatore di Castel Sant'Angelo, al quale già era stata affidata Imola nel 1474.
Girolamo Riario, almeno nei primi tempi, decise di rimanere a Roma e curare i propri affari insieme a Caterina Sforza, inviando come governatore Francesco da Tolentino. Con l'arrivo del nuovo governatore, tutti gli Ordelaffi lasciaro la città, e Lucrezia, ultima ad abbandonarla, svuotò la città della maggior parte delle proprie ricchezze. Abbandonarono Forlì con 32 carri colmi di tesori, 130.000 ducati, e tutto l'archivio della famiglia. L'archivio andò perduto, per cui si perse la maggior parte della storia della famiglia degli Ordelaffi e di conseguenza della storia di Forlì. Terminava così per sempre l'influenza degli Ordelaffi nelle sorti della città, aprendo la città ad una nuova signoria, quella di Girolamo Riario e della nobildonna Caterina Sforza, figlia naturale del duca di Milano.

### Girolamo e Caterina, i nuovi signori

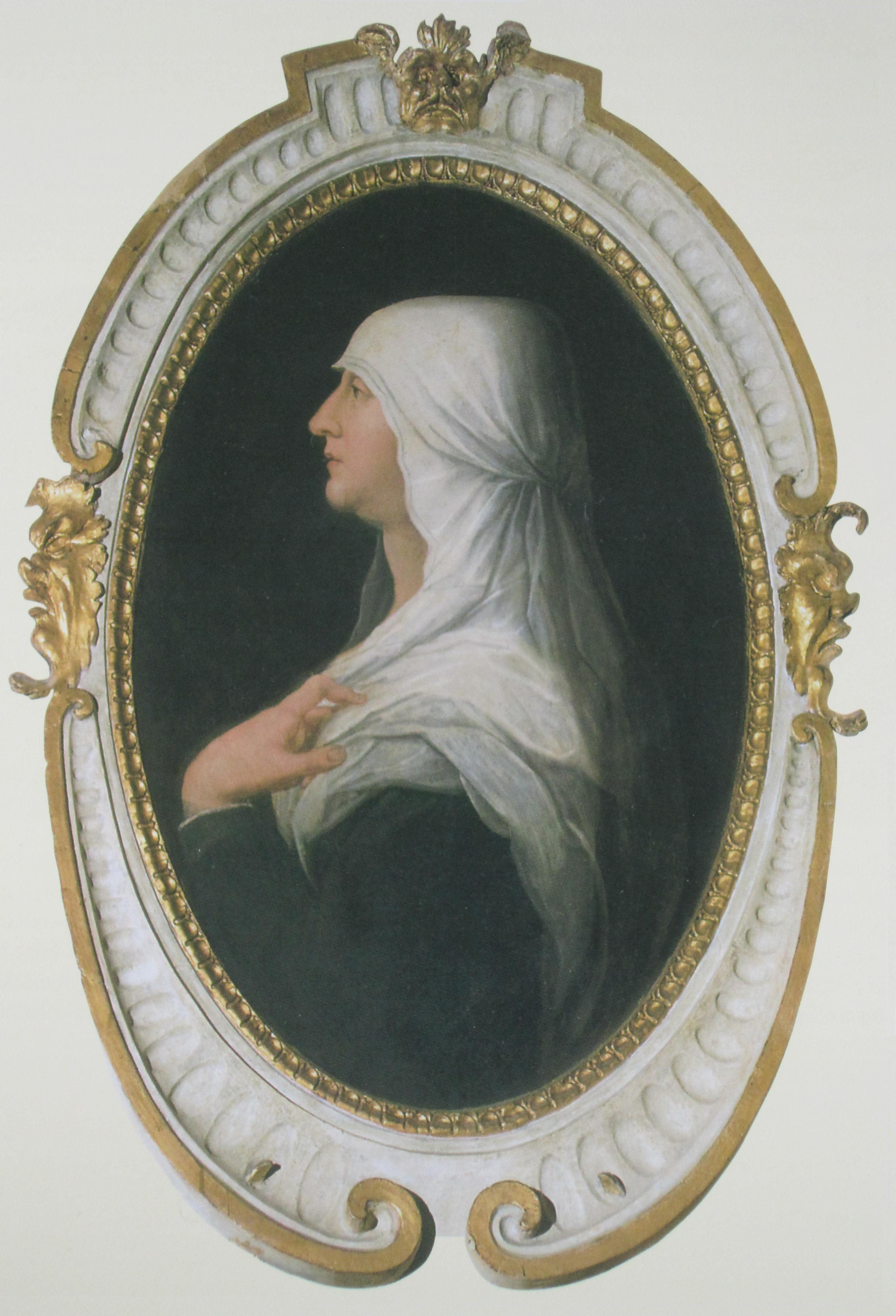
Caterina Sforza, nell'affresco di Giorgio Vasari

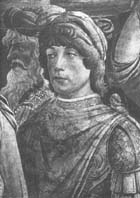
Presunto ritratto di Girolamo Riario

Papa Sisto IV, con la nomina di Girolamo a vicario della città, si trovava ad esercitare il suo controllo su territori strategicamente importanti del Nord Italia, al tempo contesi tra il ducato di Milano, la repubblica veneziana, e Firenze.
Nel luglio 1481 i coniugi si recarono in visita a Forlì al seguito di una numerosa scorta armata. Sapevano infatti che i forlivesi non vedevano di buon occhio una signoria esterna, preferendo una signoria originaria della città. Le cronache narrano che per 8 giorni entrano in città carri con preziosi, il tutto coronato da gualdrappe viscontee ed arazzi con le insegne nobiliari. Infine, il 15 luglio 1481, la coppia di signori entrò in città, in lettiga, attraverso Porta Cotogni.
Girolamo Riario cercò in tutti i modi di farsi amare e rispettare dai forlivesi, e, nel tentativo di accaparrarsi le simpatie del popolo, il giorno stesso dell'entrata in città, confermò l'abolizione di tasse già enunciata quando ancora risiedeva a Roma.
L'avvento del Riario significò anche l'elargizione di donazioni e l'abbellimento della città, così come il completamento di chiese e palazzi e l'esecuzione di un'ampia amnistia. Consapevole che la Rocca di Ravaldino costituiva il fulcro della difesa cittadina, ne approntò l'ampliamento, rendendola capace di ospitare fino a 2000 soldati.
Questa profusione di sforzi però aveva un costo, e la maggior parte dei fondi proveniva dal suo potente parente, il papa Sisto IV. Il 12 agosto 1484 il papa morì e Riario restò senza alcun alleato ma soprattutto non poteva più contare sui cospicui fondi elargiti. Le tasse, eliminate, dovettero essere reintrodotte e, il 27 dicembre 1485, balzelli, tasse e tributi vennero tutti ripristinati. Costretto dalla mancanza di capitale, Riario fu costretto a convocare il Consiglio di fronte al quale annunciò la reintroduzione dei dazi alle porte a partire dal 1º gennaio 1486. Al mal contento della popolazione che rivedeva il ritorno di numerose tasse, si aggiunse anche quello della nobiltà locale e dei proprietari terrieri che furono anch'essi fortemente tassati. Nel tentativo di non gravare solo sulle tasse della popolazione, Riario infatti aveva tassato anche la nobiltà, creando così un dissenso generale che ora coinvolgeva anche gli strati più ricchi della popolazione che si ritrovava a pagare più tasse di quante non ne pagasse prima con gli Ordelaffi. Si segnava così l'inizio di una serie di cospirazioni che, cavalcando il malcontento generale, miravano a rovesciare il Riario. Di questo malcontento cercò di approfittare Antonio Ordelaffi che, sperando di recuperare la signoria, cercò, da Ravenna dove risiedeva, di allacciare i contatti con l'opposizione interna con l'aiuto dei Veneziani, dei Manfredi e di Lorenzo de' Medici. Un primo tentativo di rivolta si ebbe per mezzo di un certo Antonio Butrighelli da Forlimpopoli che, scoperto, confessò la congiura e venne condannato a morte il 3 aprile 1486.
La situazione all'interno della città non fu mai troppo semplice e Riario sempre capì che erano probabili sommosse e sedizioni. Sebbene cercasse di conciliarsi con le resistenze interne, venne anche ostacolato dalle condizioni naturali: la raccolta di grano quell'anno si dimostrò estremamente scarsa e ciò causò ulteriori frizioni e malcontenti. L'approvvigionamento di grano da altre nazioni fallì causa il naufragio delle navi che lo trasportavano e le spese militari, come l'arruolamento di giovani, rendevano il malcontento generale molto intenso.

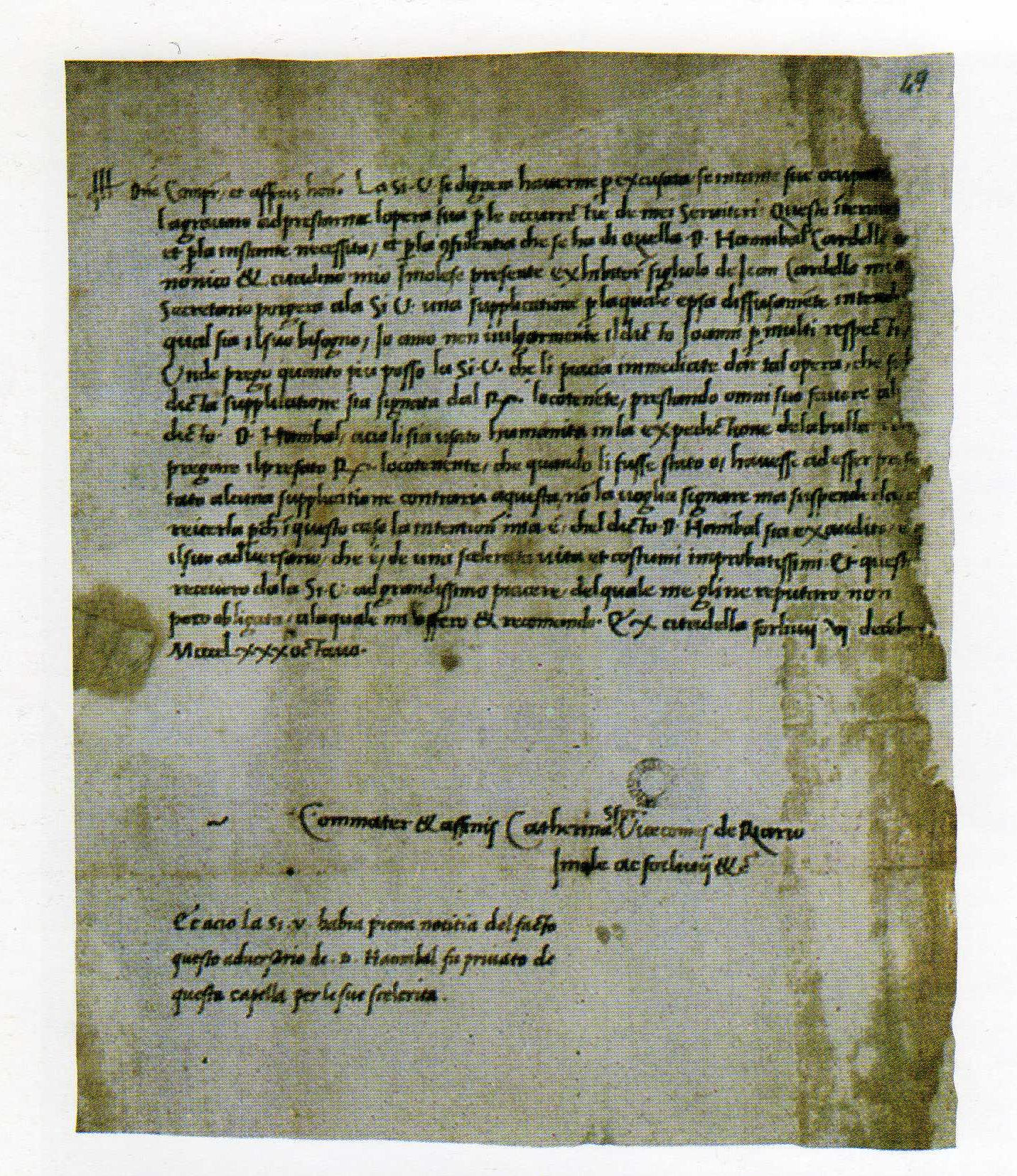
Lettera autografa di Caterina Sforza, scritta a Forlì il 6 dicembre 1488, anno dell'uccisione del marito

La nascita di Giovanni Livio, figlio di Caterina, il 30 ottobre 1486, solennemente battezzato in San Mercuriale, non fece altro che aumentare il malcontento che sfociò, in assenza dei due Signori, in un tentativo di rivolta della primavera del 1487. Alla notizia della rivolta, Caterina si precipitò a Forlì appoggiata da un gruppo di lealisti che stavano nel frattempo rintuzzando un corpo militare di 500 soldati inviati dall'Ordelaffi. Sconfitta la sommossa, la repressione attuata da Caterina Sforza fu spietata: furono bandite dalla città 60 famiglie sospettate di aver appoggiato o simpatizzato per gli Ordelaffi e delle quali furono confiscati i beni. Fra queste, le più importanti furono quelle dei Morattini, Mercuriali, Armizzi e Petrignani. Giorgio Savorelli, Rufillo Fiorini, Giacomo Orioli e Tebaldo Armuzzi, una volta catturati, furono decapitati.
La serie di cospirazioni a danno di Girolamo Riario giunsero al proprio culmine il 14 aprile 1488, quando Cecco e Lodovico Orsi, con l'aiuto dei sicari Ronchi e Lodovico Pansechi, ufficiali alla corte del Riario, attentarono alla vita stessa del Riario, in quella che è passata alla storia come la Congiura degli Orsi. I congiurati si riunirono in una casa poco lontano dalla Piazza Maggiore, presso la quale si trovava la residenza del Riario, e da qui vi si avviarono. Poiché i congiurati appartenevano ad una delle famiglie nobili di Forlì, mentre i sicari erano ufficiali di corte del Riario, potevano accedere al palazzo del signore senza particolari controlli. Il conte Riario, colpito a morte da 21 fendenti di pugnale, fu gettato, in segno di sprezzo, dalle finestre del palazzo sul selciato della piazza.
Diffusasi velocemente la voce dell'assassinio, scoppiarono tumulti ed il popolo scese in città e saccheggiò la residenza signorile. La stessa Caterina Sforza, che al momento si trovava in un'altra ala del palazzo, venne avvertita da un servitore ma, non avendo tempo di fuggire, venne arrestata con i figli.
Ancora una volta la situazione in città era critica ed instabile. Per cercare di riportare ordine, il 15 aprile 1488 arrivò da Cesena il nuovo legato pontificio, monsignor Giacomo Savelli. In realtà, però, fu Caterina Sforza a risolvere la situazione, mantenendo il potere.

### Legati Pontifici di Forlì durante il Medio Evo
- 1406-1410 - Baldassarre Cossa

### Podestà di Forlì durante il Medio Evo
- 1202 - Argoglioso
- 1212 - Conte Malvicino
- 1255 - Uguccio dei Filiti
- 1256 - Filippo Giringello
- 1257 - Simone Mastaguerra
- 1271 - Brandalisio
- 1286 - Maghinardo Pagani
- 1294 - Maghinardo Pagani
- 1296 - Maso Tarlati da Pietramala
- 1425 - Floriano Griffoni
- 1431 - Vittore Rangoni
- 1434 - Bertoldo degli Alberti
- 1436 - Lorenzo (Renzo), o Rinieri, da Todi
- 1450 - Iacopo Broccadi da Imola
- 1458 - Nane da Vigano
- 1488 - Conte Pietro Cantagallo

### Prefetti di Forlì durante il Medio Evo
- 1297 - Alidosio di Massalinara

### Pretori di Forlì durante il Medio Evo
- 1203 - Sanguigno
- 1235 - Uberto (Scalazia?) da Firenze (morto in battaglia l'anno stesso)
- 1297 - Conte Giovanni Malvicino (o Malvicini)

### Capitani del Popolo di Forlì durante il Medio Evo
- 997 - Scarpetta I Ordelaffi
- 1044 - Scarpetta Ordelaffi
- 1255 - Guglielmo Gosio
- 1256 - Lambertino di Matteo Samaritani
- 1271 - Filippo di Paolo Ligapasseri
- 1275 - Guido da Montefeltro
- 1294 - Maghinardo Pagani
- 1294 - Guido da Polenta
- 1300 - Maghinardo Pagani
- 1315 - Cecco Ordelaffi, Capitano a vita

### Governatori o Rettori di Forlì durante il Medio Evo
- 1426-1430 - Domenico Capranica
- 1431 - Francesco Monaldeschi, vescovo di Orvieto
- 1431-1433 - Tommaso Paruta Tommasini, vescovo di Traù (Dalmazia)
- 1436-1438 - Niccolò d'Acciapaccio, già vescovo di Tropea e appena nominato arcivescovo di Capua
- 1475 - Ghinolfo da Romena
- 1480 - Francesco da Tolentino

## Età moderna

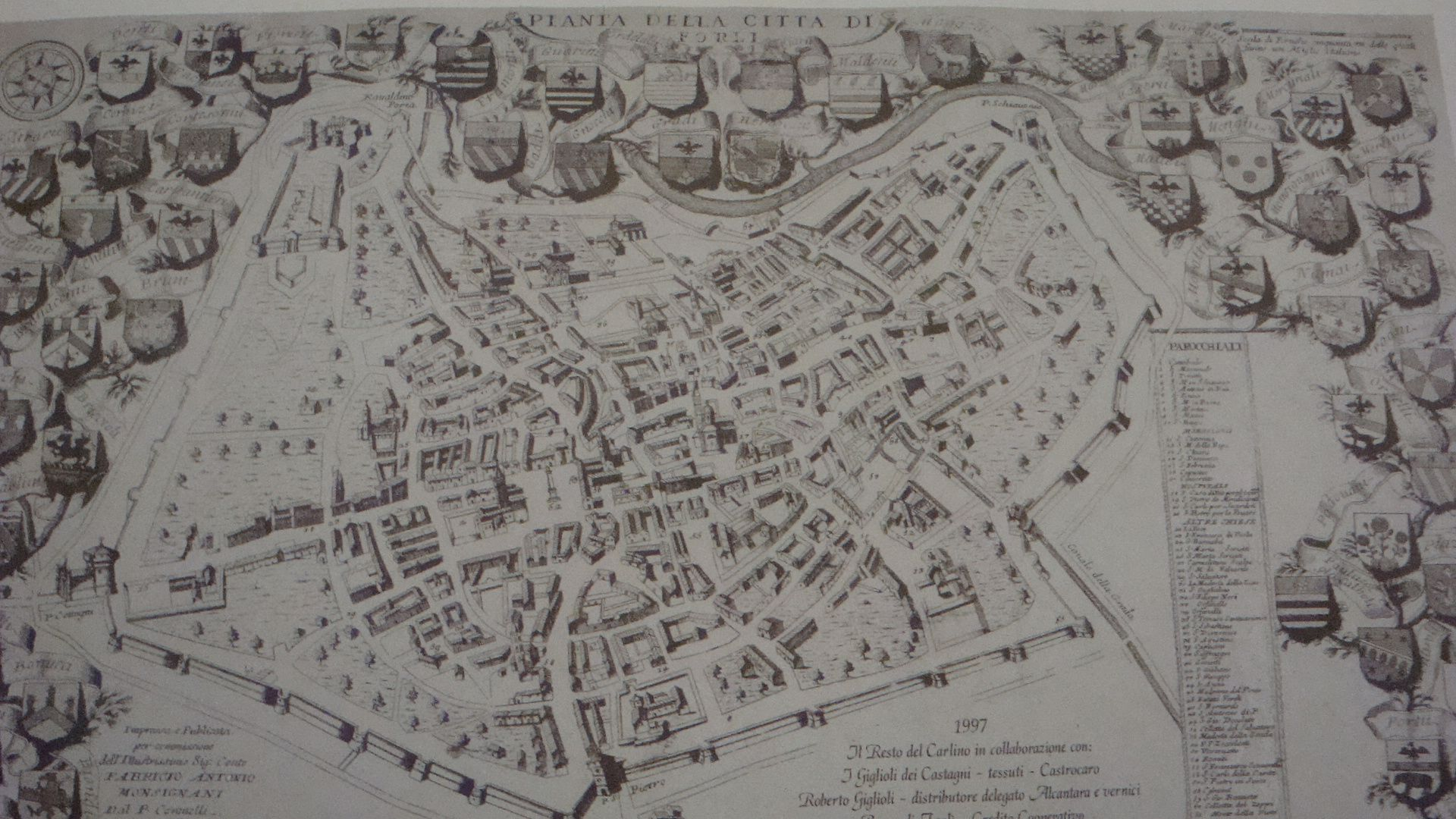
La città di Forlì alla fine del XVII secolo

Nel 1495 aprì a Forlì la casa editrice, a stampa, di Paolo Guarini e Giovanni Giacomo Benedetti.
Durante il Rinascimento, la città ebbe molteplici intrecci con la storia nazionale italiana: sua signora fu Caterina Sforza, che, vedova di Girolamo Riario, nipote di Papa Sisto IV, sposò, nel 1497, Giovanni de' Medici, detto "il Popolano", matrimonio dal quale nacque, l'anno successivo, Ludovico, detto Giovanni dalle Bande Nere, il famoso capitano di ventura, padre di quel Cosimo I de' Medici che sarà il primo Granduca di Toscana. Caterina, nonostante un'eroica resistenza nella Rocca di Ravaldino, in Forlì, fu sconfitta da Cesare Borgia, che mirava alla costituzione di un ducato personale in Romagna.
Il piano di Borgia si realizzò, ma la morte del padre, papa Alessandro VI (1503), causò la fine repentina delle sue fortune. Papa Giulio II mise agli arresti il Borgia e reinsediò la famiglia Ordelaffi. Nel 1506, dopo il breve governo degli Ordelaffi (1503-1506), Giulio II, di passaggio a Forlì, riuscì ad imporre, almeno provvisoriamente, la pace tra i guelfi e i ghibellini.
Durante il dominio dello Stato della Chiesa, suprema magistratura divenne in città il Governatore, erede delle funzioni del Capitano. Coadiuvato dal Podestà, che gli era sottoposto, nonché dai due Consigli, il Maggiore e il Ristretto, o Segreto, il Governatore era responsabile dell'amministrazione cittadina, ma anche dell'ordine pubblico. Al di sopra di quella del Governatore era l'autorità del Cardinale Legato.

### Governatori o Rettori di Forlì in età moderna
- 1525 - Francesco Guicciardini
- Filippo Sega, fra il 1569 e il 1571
- Pompeo Sperelli, attestato tra il 1589 e il 1591

## Il dominio pontificio
Il 5 aprile 1504 Forlì si sottomise legato pontificio Giovanni Sacchi, vescovo di Ragusa, dopo un breve tentativo, fallito, di Lodovico Ordelaffi di riprendere il potere e il 25 giugno dello stesso anno. Giulio II emanò 2 bolle, una per liberare la città ad ogni vincolo di fedeltà nei confronti dei precedenti signori, e l'altra per definire le condizioni di sudditanza al governo della Chiesa. Nei primi anni del Cinquecento, la Santa sede si limitò ad affermare la propria supremazia esigendo un censo annuo di 1000 fiorini, riservandosi la facoltà di imporre nuovi tributi e sottoponendo il reggimento di Forlì al controllo del governatore. La comunità perse dunque l'autonomia politica, ma mantenne il diritto di disporre delle proprie entrate. Nonostante Forlì fosse ritornata a dipendere direttamente dalla Santa sede, in realtà i primi quarant'anni del Cinquecento furono caratterizzati da un'estrema instabilità politica provocata dalle lotte di potere. Le due bolle papali emanate avrebbero dovuto estendere a tutti i membri dei maggiori Casati l'accesso agli organi istituzionali del governo locale, ma questo tuttavia non evitò che si riorganizzassero subito le fazioni dei ghibellini Numai e dei guelfi Morattini i quali, dopo la scacciata degli Ordelaffi, ambivano al governo della città. Nanni Morattini, che con la sua parte aveva favorito la sottomissione della città alla chiesa, pretendeva di avere la supremazia sulle altre famiglie forlivesi iniziando a contrastare il potere delegato del Sacchi, cacciando dalla città le truppe papali comandate da Giovanni Sassatelli. Giulio II reagì facendo arrestare un Morattini inviato a Roma come ambasciatore ed esiliando Nanni Morattini per due mesi a Cesena.
I Numai si ribellarono all'egemonia degli avversari costituendosi nel 1505 in fraternita con un atto pubblico, dominando la città dopo aver fatto bandire la fazione dei Morattini dal governatore. La reciproca lealtà tra gli aderenti alle parti venne giurata sul Vangelo alla presenza dei sacerdoti e notai.
I Morattini riuscirono a rientrare a Forlì nel 1506, grazie alla crisi provocata dalla fazione dei Numai da una faida interna tra i Berti ed i Marcobelli. Queste due famiglie si contrapponevano cercando entrambe di conquistare l'egemonia nel proprio schieramento, alleandosi rispettivamente ai ghibellini e ai guelfi della Valle del Lamone, in territorio faentino. La faida rovesciò gli equilibri delle forze che si contendevano il controllo della città. Giacomo Berti si unì ai Morattini, favorendo il loro ritorno nel giugno del 1506. I Numai dovettero andare in esilio fino al 14 ottobre 1506, quando Giulio II ratificò la pace giurata solennemente tra le due parti già nel marzo del 1507, tuttavia, dopo l'uccisione di Tommaso Numai, i ghibellini temettero di nuovo di essere schiacciati dagli avversari e cercarono scampo fuggendo da Forlì. I fuorusciti, appoggiati da fiorentini e veneziani, in lotta contro il papa, tentarono ripetutamente, senza successo, di assalire la città, finché nel dicembre 1508 il legato impose il loro rientro è una nuova pace giurata fra le fazioni.
Gli scontri tra guelfi e ghibellini ripresero nell'aprile del 1512, dopo la vittoria delle truppe francesi a Ravenna contro gli spagnoli, alleati di Giulio II. Alla notizia del terribile saccheggio delle città, a seguito di questa battaglia, anche Forlì si spopolò, e la gente cercò rifugio sui monti, soprattutto nei castelli di Dovadola e Castrocaro, in territorio fiorentino. I Numai per ostacolare il ritorno dei Morattini, si schierarono con i francesi e assistettero senza opporsi alla devastazione della città. Il 7 maggio 1512, mentre le truppe si allontanavano, si scatenò il furore dei contadini che le affrontarono in battaglia infliggendo loro gravi perdite.
I Morattini rientrarono Forlì, devastarono le case dei ghibellini ed espulsero i Numai. In settembre questi fecero un'incursione per vendicarsi dei guelfi, riuscendo a penetrare in città il 26 dicembre 1512, in Duomo, durante il vespro. La famiglia Ettori, alleati dei Morattini, uccise alcuni ghibellini. L'intervento diretto nelle lotte di parte di Giovanni Ruffo Teodoli, arcivescovo di Cosenza e di parenti delle vittime dell'agguato, provocò l'esilio degli Ettori. L'arcivescovo fece distruggere il loro palazzo, e riuscì a far condannare dal legato pontificio due esponenti della famiglia Martinini: Sebastiano e Girolamo. Il primo fu decapitato nel febbraio 1513, mentre il secondo fu rilasciato dopo una lunga detenzione.
Con la morte di Giulio II, le lotte di parte si riacutizzano in tutta la Romagna, manifestandosi con violenze e rappresaglie continue, aggravando le difficoltà del governo centrale che non riusciva controllare gli equilibri di potere e a consolidare il proprio dominio sulla regione. Le famiglie dei guelfi e dei ghibellini si aggregarono e si scontrarono nelle città e nei centri minori del contado. I conflitti limitati e locali si estesero fino a coinvolgere in una rete di solidarietà e opposizioni, la maggior parte delle comunità.
Attorno alla frazione guelfa si concentrò la nobiltà di origine feudale che avanzava nei propri piccoli stati pretese di autonomia dal pontefice, stati in gran parte disseminati sull'Appennino e che si legarono politicamente, nei primi decenni del Cinquecento ai francesi e agli Estensi. I ghibellini erano spesso rappresentati da membri delle oligarchie cittadine. Non sempre però queste differenze erano con chiarezza distinguibili, così come non lo sono le motivazioni degli interventi pontifici a favore di una parte o dell'altra. Infatti i rappresentanti del Papa erano spesso coinvolti personalmente nelle lotte tra gli schieramenti delle famiglie e utilizzavano la propria influenza per far prevalere una fazione sull'altra. Forlì ha risentito molto di questa instabilità che si è protratta per buona parte del cinquecento a causa di scontri particolarmente violenti.
I ripetuti tentativi del governo papale di evitare i conflitti nella città, allargando il numero dei membri del consiglio maggiore, furono inutili, perché molte famiglie rimasero escluse e quindi continuò l'alternarsi delle rappresaglie, inasprite anche vari contraddittori atteggiamenti di legati e presidenti, sensibili alle pressioni di personaggi influenti come l'arcivescovo ghibellino Teodoli. Le Paci che furono stipulate solennemente nel luglio nel settembre del 1513 fra i due parentadi vennero infrante solo l'anno seguente.
Tornata sotto il dominio papale, Forlì fu uno dei centri principali della Romagna pontificia. Il governo ecclesiastico garantì alla città e ai suoi abitanti un periodo di tranquilla vita civile. A questo proposito, Adamo Pasini scrive: "Qualunque sia il giudizio che si vuol dare del governo che in quel secolo venne a consolidarsi, sta di fatto che il cinquecento segna il sorgere della nostra aristocrazia, della nostra edilizia, della nostra letteratura. Dire che sono morti per la storia i tre secoli XVI, XVII e XVIII, per dedicare dei volumi ai secoli XIII - XIV - XV, significa dare troppa importanza alla guerra civile e poca o nessuna importanza all'economia, allo studio, al lavoro"
A riprova di quanto dice il Pasini, nel 1522 nacque a Forlì un apposito Collegio che laureava alla carica di notaio. Nel 1574, invece, venne fondata, o forse rifondata, la prestigiosa Accademia dei Filergiti, attivo centro di promozione degli studi.
Nel 1630, la città sfuggì alla peste, che pure aveva devastato il resto d'Italia e la Romagna. La popolazione ne attribuì il merito ad un intervento miracoloso della Madonna del Fuoco, in onore della quale venne innalzata una colonna celebrativa nel Campo dell'Abate, oggi Piazza Saffi.
Pur tra varie vicissitudini, come il saccheggio operato dagli austriaci nel 1708, la situazione rimase sostanzialmente immutata, in pratica fino all'Unità d'Italia, eccetto che per un breve periodo di indipendenza politica dalla Chiesa attorno al 1797, quando divenne capoluogo del dipartimento del Rubicone nella nuova divisione amministrativa dettata dalle truppe di Napoleone al seguito del Regno d'Italia. Inoltre, i funzionari napoleonici si occuparono di indagare gli usi e costumi delle popolazioni sottomesse, producendo una notevole mole di dati sulle tradizioni popolari di questa parte di Romagna. Un forlivese riuscì a recuperare parte di quelle indagini e ne pubblicò un testo che rappresenta uno dei primi lavori sulle tradizioni romagnole, poi seguito dall'opera del Pergoli verso la fine dell'Ottocento, che si occupò della raccolta di canti anche a Forlì e in una sua fraziome, San Martino in strada.
Dal punto di vista culturale, prosegue nel XVI secolo la fioritura della scuola forlivese di pittura, con autori come Francesco Menzocchi e Livio Agresti, ma anche con i loro epigoni dei secoli successivi.

### Storici e cronisti forlivesi nell'età moderna
- Alessandro Padovani, medico, astrologo, storico e geografo del XVI-XVII secolo.
- Sigismondo Marchesi, cavaliere gerosolimitano e storico del XVII secolo.

## Il Settecento
Il secolo si aprì con un tragico evento: il saccheggio operato dagli austriaci del 1708.
Alla fine del secolo la città cadde di nuovo in mani straniere: nel giugno del 1796 venne conquistata dalle truppe napoleoniche. Napoleone stesso vi fece un trionfale ingresso il 4 febbraio 1797, scelta non casuale, poiché era la festa della Madonna del Fuoco, patrona cittadina. Data la sua posizione geografica al centro della Romagna, Forlì fu scelta come capoluogo del Dipartimento del Rubicone, nella nuova circoscrizione amministrativa dell'effimero Regno d'Italia napoleonico.
Tra le leggi imposte dal nuovo codice civile napoleonico vi fu quella istitutiva del divorzio. Un cittadino di Forlì ne fece richiesta: fu la prima causa di divorzio in Romagna, oltre 150 anni prima della legge del 1970.
I funzionari napoleonici si occuparono di indagare gli usi e costumi delle popolazioni sottomesse, producendo una notevole mole di dati sulle tradizioni popolari di questa parte di Romagna. Il forlivese Michele Placucci riuscì a recuperare parte di quelle indagini e ne pubblicò un testo che è uno dei primi lavori sulle tradizioni romagnole: "Usj e pregiudizj de' contadini della Romagna" (1818).

## L'Ottocento
Subito dopo la Restaurazione, sorse per la prima volta il problema su quale città, tra Forlì e Ravenna, meritasse il titolo di capoluogo della Legazione di Romagna. Deve prevalere la centralità geografica e l'importanza acquisita nella storia medievale e moderna della città di San Mercuriale oppure la gloriosa storia della città bizantina?
Nasce una dura polemica che il Pontefice risolve, nel 1816, con una mediazione: nascono sia la Legazione apostolica di Forlì sia quella di Ravenna.
Il 1831 per la città è l'"anno dell'anarchia". Pochi mesi dopo che gli austriaci ebbero lasciato la città, i rivoluzionari alzarono la testa. Da Roma fu inviato un esercito di 5.000 soldati per sedare la rivolta. Il 21 gennaio 1832 la rivolta viene repressa nel sangue: 21 morti rimangono sul terreno. Il cardinal legato Giuseppe Albani chiama le truppe austriache, di stanza a Ferrara per ristabilire l'ordine.
Nel 1848, i circoli popolari e patriottici della Romagna, riuniti a Forlì, approvarono il Programma formulato dall'Assemblea dei circoli adunata, in seduta generale in Forlì, steso da Aurelio Saffi, chiedendo al Papa la costituzione.
Nella seconda metà del XIX secolo, Forlì è il maggior centro urbano della Romagna ed è nota come "e' zitadòn" (il cittadone), la cui prosperità deriva in larga parte dall'agricoltura, molto diffuso il tipico contratto di mezzadria, e dal commercio del sale, nonché dal suo posizionamento sulla strategica via Emilia, a metà strada fra Bologna ed il mare Adriatico.
Sorgono, in questo secolo, anche diverse industrie, molte delle quali avranno in seguito grande prestigio: nel 1830 la fabbrica di biliardi, nel 1835 la birreria di Gaetano Pasqui, imprenditore noto anche per essere stato il primo a coltivare luppolo in Italia. Le Fornaci, che rinnovano l'antica tradizione forlivese della produzione di laterizi; nel 1850, la Becchi, per la realizzazione di stufe in cotto divenute poi celebri, fondata ufficialmente solo nel 1858; la Società Anonima Bonavita per la produzione del feltro, nel suo genere unica in Italia; le Officine Forlanini, le quali, ancora negli anni venti del Novecento sono, tra Bologna ed Ancona, l'unico stabilimento metallurgico di una certa importanza.
Non mancano personalità di spicco durante il Risorgimento: Aurelio Saffi, repubblicano mazziniano; Piero Maroncelli, amico di Silvio Pellico e imprigionato anch'egli per il suo ideale di un'Italia unita e libera da dominazioni straniere o religiose; i garibaldini Antonio Fratti, Tito Pasqui e Achille Cantoni, quest'ultimo preso da Garibaldi come protagonista del proprio romanzo storico, "Cantoni, il volontario".
È da ricordare, durante la Repubblica Romana del 1849, l'iniziativa dei banchetti patriottici, che si tengono, a suo sostegno, a Forlì, ed è l'unico caso in tutta l'Italia: si tratta di pubblici banchetti patriottici, che vedono una massiccia partecipazione di pubblico pagante, segno del fervore politico dei forlivesi.
Nel 1852, viene fondata la polizia municipale, col nome di Corpo delle Guardie Municipali.

### Podestà di Forlì nell'Ottocento (fino al 1861)
- Luigi Vitaliano Paulucci di Calboli - 1812-1815

### Unità di misura precedenti il sistema decimale
Prima dell'introduzione del sistema metrico decimale (1861), erano in adozione altre unità di misura. A Forlì, le principali erano:
- per la lunghezza: la pertica (pëdga), suddivisa in 10 piedi, equivalente a m 4,881598; il braccio da tela (braz), m 0,74; il braccio da panno, m 0,62; il piede (pè), suddiviso in 10 once, equivalente circa a m. 0,49
- per la superficie: la tornatura (tarnadura), suddivisa in 100 pertiche quadre, equivalente a m² 2.383; la pertica quadra, suddivisa in 100 piedi quadri, equivalente a m² 23,83
- per il volume: il piede cubo, suddiviso in 1.000 once cube, equivalente a metri cubi 0,116
- per la capacità di contenitori per grani ed aridi: il sacco (sac da dó stëra), suddiviso in due staia, equivalente a 1.144,32 litri; lo staio (stër), suddiviso in due 2 mezzini, equivalente a 172,16 litri; il mezzino, suddiviso in due quarti, o quartini, equivalente a 36,08 litri; il quarto, o quartino, (cvartaröla), suddiviso in 4 provende, equivalente a 118,04 litri; la provenda, equivalente a 4,51 litri.
- per il peso: la libbra (livra), suddivisa in 12 once, equivalente a Kg 0,329; l'oncia (ônza), suddivisa in 8 ottave, equivalente a Kg 0,024.

## Il Novecento
La città piange i suoi martiri della Grande Guerra, ma è con l'ascesa del Fascismo e la seconda guerra mondiale che Forlì torna a far parlare di sé. A 15 km dalla città, a Predappio, nasce Benito Mussolini: quando egli diviene prima presidente del consiglio, poi duce, inevitabilmente Forlì gode di una certa fama di ritorno, cominciando a essere presentata nella propaganda ufficiale come "la città del Duce". Questo ha, purtroppo, comportato conseguenze negative negli anni del dopoguerra, quando si poté assistere, a mo' di contrappasso, a quella che uno storico ha definita un'implicita conventio ad tacendum: tutte le volte che non fosse proprio inevitabile citarla, Forlì non doveva essere nemmeno menzionata. Solamente con gli inizi del nuovo secolo, il XXI, il presupposto per cui parlare di Forlì sarebbe sintomo di nostalgie fasciste sta cominciando a cadere.
Durante il regime, comunque, Forlì si sviluppa oltre il suo ambito territoriale ed economico tradizionale: le porte e le mura antiche erano state abbattute negli anni precedenti per lasciar spazio ai nuovi viali delle circonvallazioni per permettere la costruzione di nuovi quartieri all'esterno del pur ampio centro storico.
Gli architetti del regime si sbizzarrirono nel progettare nuovi edifici e agglomerati corrispondenti al gusto del momento e crescono le industrie locali: Forlanini e Mangelli; nel 1936 viene inaugurato l'aeroporto "L. Ridolfi". Per trovare una sede ai senzatetto, viene costruito, nell'attuale Via del Portinaccio, un apposito dormitorio, l'"Asilo notturno Costanzo Ciano" (1939).
La popolazione tuttavia è in maggioranza di simpatie repubblicane, socialiste o comuniste: negli anni della guerra anche molti Forlivesi partecipano a bande partigiane: sull'Appennino era stabilita l'8ª brigata Garibaldi; famosa la banda di Silvio Corbari e Iris Versari: catturati e fucilati insieme ai fratelli Spazzoli, i cui corpi rimasero esposti, come monito, appesi ai lampioni di piazza Saffi. La città pagò il suo conto di vite umane alla guerra, sopportando inoltre la perdita di inestimabili tesori artistici, come la chiesa di San Biagio o il teatro comunale; anche la Torre civica fu bombardata, per poi venire ricostruita in seguito. Il campanile della Basilica di San Mercuriale venne invece risparmiato, nonostante le mine già predisposte alla base, dai tedeschi in ritirata, alcuni pensano su precisa richiesta del Duce stesso, ma certamente anche per la vigorosa opera del parroco dell'epoca, che tutti i Forlivesi ricordano affettuosamente come don Pippo.
Nel 1943-44 Forlì fu sede, presso l'Albergo Commercio di Corso Diaz, di uno dei campi di concentramento della Repubblica Sociale Italiana destinato a ospitare gli ebrei e antifascisti arrestati in città e nella provincia. Dal campo di concentramento di Forlì i prigionieri erano deportati al campo di Fossoli e di lì in Germania. All'avvicinarsi del fronte, reparti tedeschi e repubblichini decisero di liquidare sul posto gli ultimi prigionieri. L'evento è ricordato come l'eccidio di Forlì, nel quale, nel settembre 1944, presso l'aeroporto cittadino, furono uccise 42 persone. Non si trattò dell'unica strage nazifascista: ad esempio, il 24 marzo 1944, 5 giovani, accusati di renitenza alla leva e diserzione, furono fucilati nella caserma in Via della Ripa.
Forlì venne liberata relativamente presto, rispetto alle altre zone del Nord Italia: il 9 novembre 1944 dopo una accanita battaglia per il valore simbolico che Forlì aveva in quanto "città del Duce", tanto che Hitler aveva ordinato di non cederla facilmente, le truppe alleate britanniche ed indiane entravano in città, con l'appoggio delle brigate partigiane. Ancora oggi è presente e visitabile, quasi di fronte al Cimitero monumentale, il ben curato Cimitero degli Indiani, a ricordo di quanti di loro persero la vita in questa occasione.
Ad un mese dalla liberazione, il 10 dicembre del 1944, Forlì fu sconvolta da un bombardamento dell'aviazione tedesca, che sperimentava per la prima volta l'effetto su un centro abitato di un nuovo tipo di bomba, la Grossladungsbombe SB 1000, con sviluppo esplosivo orizzontale anziché "a imbuto" e con la relativa mancanza del cratere.
Primo sindaco della Forlì liberata fu Franco Agosto, cui oggi è dedicato il Parco Urbano, polmone verde situato sull'ansa che il fiume Montone forma nei pressi di Porta Ravaldino. Per il coraggio dimostrato dalla popolazione, il Comune venne decorato con la medaglia d'argento al valore militare.
Nel dopoguerra la città si è stabilizzata nelle sue attività tradizionali legate al settore agricolo e artigianale, sviluppando una dinamica realtà di piccole imprese artigianali o cooperative. Le sfide attuali che affronta la comunità sono due: l'immigrazione dall'estero, fenomeno del tutto sconosciuto, come in molte parti d'Italia, fino a non molti anni fa, e la creazione del Polo di Forlì, parte dell'Università di Bologna, che ospita varie facoltà, in continua espansione.

## Il dopoguerra: Comunisti e Repubblicani
Nel 1946, alle prime elezioni politiche e amministrative tenutesi dopo il ventennio fascista, Forlì, come molte altre città della Romagna, vede uscire dalle urne un risultato che assegna al PCI la maggioranza relativa col 34,2 % e conferma la forza del PRI con il 32,5 %.
Rimangono sul 10% i socialisti e sul 15% i democristiani ben lontani dai risultati nazionali.
La lista PCI-PSIUP ha la maggioranza relativa in consiglio comunale, ma all'inizio la maggioranza è formata da tutti i partiti dell'arco costituzionale, poi, nel 1948 la DC, il PRI e i partiti di centro usciranno dalla giunta. In questo periodo è sindaco Franco Agosto del PCI, con il quale si compie gran parte della ricostruzione dopo i danni della guerra, e il cui nome è ancora ricordato con molto rispetto a Forlì per le buone capacità di amministratore dimostrate.
La maggioranza socialcomunista però non ottiene dei risultati molto lusinghieri alle politiche del 1948 (43,3 % al fronte popolare contro il 47 % del 1946) e la campagna elettorale per le amministrative del 1951 si svolge con la certezza della sconfitta della maggioranza.
Infatti così avviene: il PRI e i suoi alleati arrivano al 51,2 % (ottenendo il 65% dei seggi grazie al premio di maggioranza che prevedeva la legge elettorale in vigore) mentre la sinistra si ferma al 44,2 %.
Si forma allora una giunta di centro con sindaci repubblicani, dal 1951 al 1952 Mario Colletto poi fino al 1956 Franco Simoncini ed infine Icilio Missiroli, che porta a termine la ricostruzione e amministra il boom economico che investe anche Forlì alla fine degli anni cinquanta.
Però negli anni, tornando al sistema elettorale proporzionale senza premio di maggioranza, la presenza dell'opposizione nei banchi del consiglio comunale diventa sempre più consistente e la maggioranza si assottiglia tanto che alle amministrative del 1960 il PRI con 10 seggi, la dc con 8 e i socialdemocratici con 1 non hanno la forza necessaria per raggiungere i 21 seggi necessari per re il controllo del consiglio comunale. Missiroli, dopo aver tentato un allargamento a destra, risolve la situazione varando la prima giunta di centro sinistra includendo il PSI che con 4 consiglieri permette la creazione di una stabile maggioranza.
Questa ridefinizione della maggioranza però è solo un palliativo per la giunta Missiroli, infatti il PCI avanza ancora e alle politiche del 1963 giunge al 39% e alle amministrative seguenti arriva a 17 consiglieri (su 40) con il 40,1% dei suffragi.
Così alla votazione sul bilancio del 1965, a causa del voto contrario del PCI, del MSI e della destra liberale, la maggioranza si disintegra e si va a nuove elezioni. Queste vedono un'ulteriore avanzata del PCI che avrebbe i seggi per formare una maggioranza col Psi, ma questi rifiutarono, costringendo così il governo a nominare un commissario prefettizio.

## I commissari prefettizi e i sindaci comunisti
Iniziano così iniziano i 4 anni di commissariamento, ricordati ancora oggi come un'epoca di stagnazione, durante la quale l'assenza di un governo impedì che si dessero per un lustro risposte valide alle aspettative e alle esigenze di una città in forte crescita sociale ed economica, ma ancora in molte zone di periferia arretrata e contadina, come era Forlì in quegli anni.
Durante i 4 anni si votò per 3 volte senza modificare lo stallo a causa dell'assenza di una maggioranza alternativa a quella PCI-PSI che però non si riusciva a formare per il rifiuto dei socialisti.
Poi nel 1970 i socialisti ruppero gli indugi e accettarono un patto di alleanza col PCI e il PSIUP che permise alla sinistra di vincere le elezioni del 7-8 giugno (PCI al 42,2%, PSI al 5,7%, PSIUP al 2,8% mentre la DC era al 18% e i repubblicani al 21%) e formare così una stabile maggioranza con 21 seggi su 40.
La giunta di sinistra fu guidata da Angelo Satanassi del PCI, il quale, come i due predecessori, è ricordato con affetto a Forlì essendo stato il primo a affrontare il problema della povertà delle periferie che in un decennio vennero portate al livello delle condizioni di vita delle altre parti della città e per la sua vicinanza alla gente comune.
La maggioranza fu riconfermata nel 1975 con un grande successo del PCI che toccò il massimo storico col 47,7%.
Nel secondo mandato Satanassi affrontò invece la gravissima crisi del polo industriale di Forlì che patì le difficoltà dell'industria pesante a fine anni settanta, lasciando sul lastrico migliaia di operai licenziati.
Nel 1979 Satanassi fu eletto alla Camera e lasciò il posto di sindaco a Giorgio Zanniboni, anch'egli del PCI. Nonostante la grave crisi economica presente in città e le difficoltà nazionali della sinistra Zanniboni fu rieletto nel 1980 e poi ancora nel 1985 (col PCI al 44,3% e il PSI all'8,2% stabili come maggioranza e la DC e il PRI lontani, rispettivamente al 19,5% e al 16,9%)
Questo secondo mandato, che avrebbe potuto essere difficile per il sindaco in carica a causa dello scontro nazionale tra il PSI craxiano e il PCI che si ripercuoteva anche a livello locale con la crisi di alcune giunte di sinistra fatte cadere dal PSI, si rivelò invece molto facile sul piano politico con la maggioranza molto salda e addirittura allargata al PRI e molto felice per la città che, uscita della crisi economica, mutata da città prevalentemente contadina e operaia a città del terziario e dei servizi, raggiunse un forte grado di prosperità economica sostenuto anche da un alto livello di servizi.
Alle amministrative del 1990 venne eletto l'ultimo sindaco comunista, Sauro Sedioli sostenuto dalla medesima maggioranza del predecessore.
La maggioranza, confermatasi alle politiche del 1992 con ampio margine (PDS al 31,3%, PRI al 15,7%, e Psi all'8%), riuscì a sopravvivere indenne a tangentopoli nonostante lo sbriciolamento dei socialisti e la crisi dei repubblicani e chiuse il mandato sostanzialmente integra con pochi componenti inquisiti e quasi tutti quelli inquisiti scagionati delle accuse.
Nel 1995 si votò per la prima volta con il nuovo sistema elettorale e la coalizione di sinistra sostenuta anche dai resti del PRI guidata da Franco Rusticali ottenne la vittoria con un ampio margine.

## L'ultimo quindicennio
Nel 1999 Rusticali fu rieletto col 56.7 % battendo vari candidati tra cui Stefano Gagliardi di Forza Italia fermo al 18,9 %, un candidato di Alleanza Nazionale che ottenne il 10 % e uno della Lega Nord, il futuro segretario della Lega Nord Romagna e deputato Gianluca Pini che si fermò appena al 2%. Anche in questo caso il PRI (oramai sceso al 6,6%) dei voti sostenne la coalizione di centro-sinistra mentre i Verdi e Rifondazione Comunista si presentarono con due liste separate ottenendo rispettivamente il 4,5 e il 3,8% dei voti.
Durante il periodo della seconda giunta Rusticali, l'Azienda Sanitaria Locale di Forlì iniziò la costruzione del nuovo ospedale di Forlì, ritenuto uno dei più avanzati in Italia, completata nel 2004.
Nel 2004 il centro-sinistra ha candidato Nadia Masini (DS) contro il noto giornalista sportivo Marino Bartoletti candidato del centro destra.
La Masini ha vinto col 58,7 % contro il 36 % di Bartoletti.
La giunta Masini è ricordata per gli scontri interni alla maggioranza che hanno provocato la fuoriuscita dei Verdi e del PRI dalla maggioranza stessa nonché per le divisioni sorte all'interno del partito del sindaco (il PD) poi sfociate nelle primarie del 2008. Per quanto riguarda il governo della città la giunta si è impegnata nella promozione su scala nazionale di Forlì ad esempio con la creazione del complesso museale del S. Domenico. È da ricordare anche l'impegno per il miglioramento della viabilità cittadina e l'avvio del lavori del sistema tangenziale.
Le elezioni 2008 hanno visto a Forlì confermarsi la forza del PD al 46,26 % e le difficoltà del PDL al 29,54 % mentre hanno visto una forte avanzata della Lega Nord al 6,66 % (+ 3 %) e dell'Italia dei Valori al 4,25 % (+ 2,5 %) e la contemporanea scomparsa della sinistra radicale ferma al 2,7 %.
Per decidere il candidato sindaco per le comunali 2009 il PD ha svolto le primarie tra Nadia Masini e Roberto Balzani. Dopo una campagna elettorale abbastanza accesa ha trionfato per 44 voti Balzani.
Il centro destra ha opposto a Balzani Alessandro Rondoni giornalista vicino a Comunione e Liberazione sostenuto da PDL, Lega, UDC e Fiamma Tricolore.
Nonostante i toni pacati dei 2 sfidanti la campagna elettorale è stata molto accesa con duri scontri su tematiche che spaziavano dal centro storico, alla sicurezza, all'immigrazione passando per le accuse di stalinismo, disonestà, fascismo e razzismo che le forze in campo si sono lanciate.
Dopo aver mancato la vittoria al primo turno per 600 voti fermandosi al 49,4 % contro il 40,3 % del rivale, Roberto Balzani ha vinto il ballottaggio col 55%.
In consiglio comunale la maggioranza è composta da 22 seggi del PD e 2 dell'IDV mentre l'opposizione conta 9 seggi del PDL, 3 della Lega Nord, 3 dell'UDC e 1 della lista civica DestinAzione Forlì.
Alle elezioni europee invece si è confermata la maggioranza relativa del PD calato però al 40,3%, la crescita della Lega al 10 % e dell'IDV al 6,7% mentre il PDL e l'UDC sono rimasti stabili e la sinistra radicale è ricomparsa oltre il 3 % raggiungendo nell'insieme delle due liste il 4,14 %.
Le regionali 2010 hanno sostanzialmente confermato questa situazione col PD stabile al 40,2%, la sinistra e l'IDV in leggero calo rispettivamente al 6,4% e al 3,8% mentre a destra sono scesi il PDL (al 27,5%) e l'UDC (al 3,3%) con il contestuale rafforzamento della Lega al 13,1%. Una forte affermazione è stata ottenuta dalla lista DestinAzione Forlì collegata al Movimento 5 stelle-Beppe Grillo che ha toccato il 5,6% dei consensi.
Negli ultimi anni si è consumato anche il lento declino del Partito Repubblicano che, indebolito dalle continue fuoriuscite verso Forza Italia o i Democratici di Sinistra e scissione delle sue diverse anime in seno allo scontro tra destra e sinistra interne, è crollato vertiginosamente nei consensi scendendo al 4,9% del 2004 e al 2,3% del 2009 perdendo anche, per la prima volta dopo 63 anni, la presenza in consiglio comunale.

## Nomi di Forlì nel corso della storia
- Forum Livii: attestato da Plinio il vecchio nella sua Naturalis Historia
- Figline: Libro Biscia, 1092: ...in hac civitate Liviensi que vocatur Figline...[47]
- Ficline: Libro Biscia, 1114: ...in civitate Ficline que vocatur Liviensis...[48]
- Civita Forlivii: Anglico de Grimoard nella Descriptio Romandiole: Civita Forlivii est in provincia Romandiole...
- Forlivo
- Forlivio: Leone Cobelli nelle Cronache Forlivesi: ...et fegli venire a Forlivio in despecto de' ghelfi...
- Fourly: così era chiamata dai francesi al soldo di Cesare Borgia
- Livia